# 罗杰·费德勒
羅傑·費德勒（德語：Roger Federer，瑞士標準德語發音：[ˈrɔdʒər ˈfeːdərər]，1981年8月8日—），瑞士前職業網球运动员，费德勒总共贏得20座大滿貫冠军，單打世界排名第一累计310週，其中包括连续237週世界排名第一的男子網壇纪录，為網球史上最佳的男子選手之一。費德勒生涯贏得103個ATP單打冠軍，其中包括20座大满贯冠军、6座ATP年終總決賽冠軍，以及28座大師賽冠軍。
2003年的温网男单决赛中，費德勒赢下個人的第一座大满贯单打冠军。2004年，他成功于澳網夺冠，登上世界第一，并持续保持这一排名超过四年时间，他所创下的一些纪录至今仍未被打破。他也是网球公开赛年代第四位在同一年里三夺大满贯者，第六位成就全满贯男單球員。
費德勒的20个大满贯冠军中包括八座溫網、六座澳网、五座美网和一座法网，是第一位赢得20座大满贯冠军，以及唯一在三个大满贯至少五次夺冠的男子球员。費德勒六次登顶世界排名第一並連續四年排名年終第一，其中包括连续237週世界第一（2004年2月2日－2008年8月17日），超越美國名宿康諾斯连续160週的记录。他在2009年溫網後回归世界第一，持续48週。2012年，费德勒重奪溫網冠军後，重新登上世界第一（第三度登頂），並以總週數287週超过了山普拉斯的286週。2012年上海大師賽结束后，费德勒世界第一的总週数达到了300週，是公开赛年代以来第一位成為球王週數達到300的男子球員。2018年鹿特丹公開賽晋级半决赛後，費德勒第四度登頂，超越阿加西成为史上最年長的世界第一。2018年斯圖加特網球賽闖入決賽後，費德勒第六度登頂，改寫最年長世界第一的紀錄。
費德勒被认为是全面型打法的代表球员，打法包括：底線相持、发球上網、切削上网、SABR（Sneak Attack by Roger，羅傑的偷襲）战术等。在草地球场的表现尤為突出：闯入温网男单决赛总计十二次，包括连续七年打进温网决赛；温网男单冠军八座，为温网之最，其中温网五连冠也为温网之最。草地赛事连胜65场以及公開賽年代最高草地勝率使他成为网球史上的“草地之王”。其与同时代的另一位选手纳达尔之间的较量被稱为是网球史上最伟大的对决之一，费德勒与纳达尔对战史留下许多经典比赛。加之随后的德约科维奇，三人所引领的时代常被认為是網球史上的黃金年代。
费德勒的绰号包括「瑞士特快車」、「瑞士大師」、「瑞士指揮家」、「指揮家」、「熱狗王」、“奶牛”、「費神」等。他亦為多間國際知名品牌代言，響應賑災與進行慈善活動。
2022年9月15日，費德勒宣布退役，選擇拉沃盃作為他的最後一役，结束他24年的職業生涯。

## 家庭和個人生活

費德勒的簽名

费德勒出生于瑞士巴塞尔，他的父親罗伯特·费德勒（Robert Federer）是瑞士人，母親琳娜（Lynette）是南非人。他们在同一家製藥廠工作，在一次的生意差事中彼此認識，之后结为夫妻。费德勒有一位比他大兩歲的姊姊戴安娜（Diana Federer），是一位護士，另外由於雙親的關係，他同時擁有瑞士與南非國籍。
在語言方面，费德勒能夠流利说德語（母語）、法語、英語三種語言。

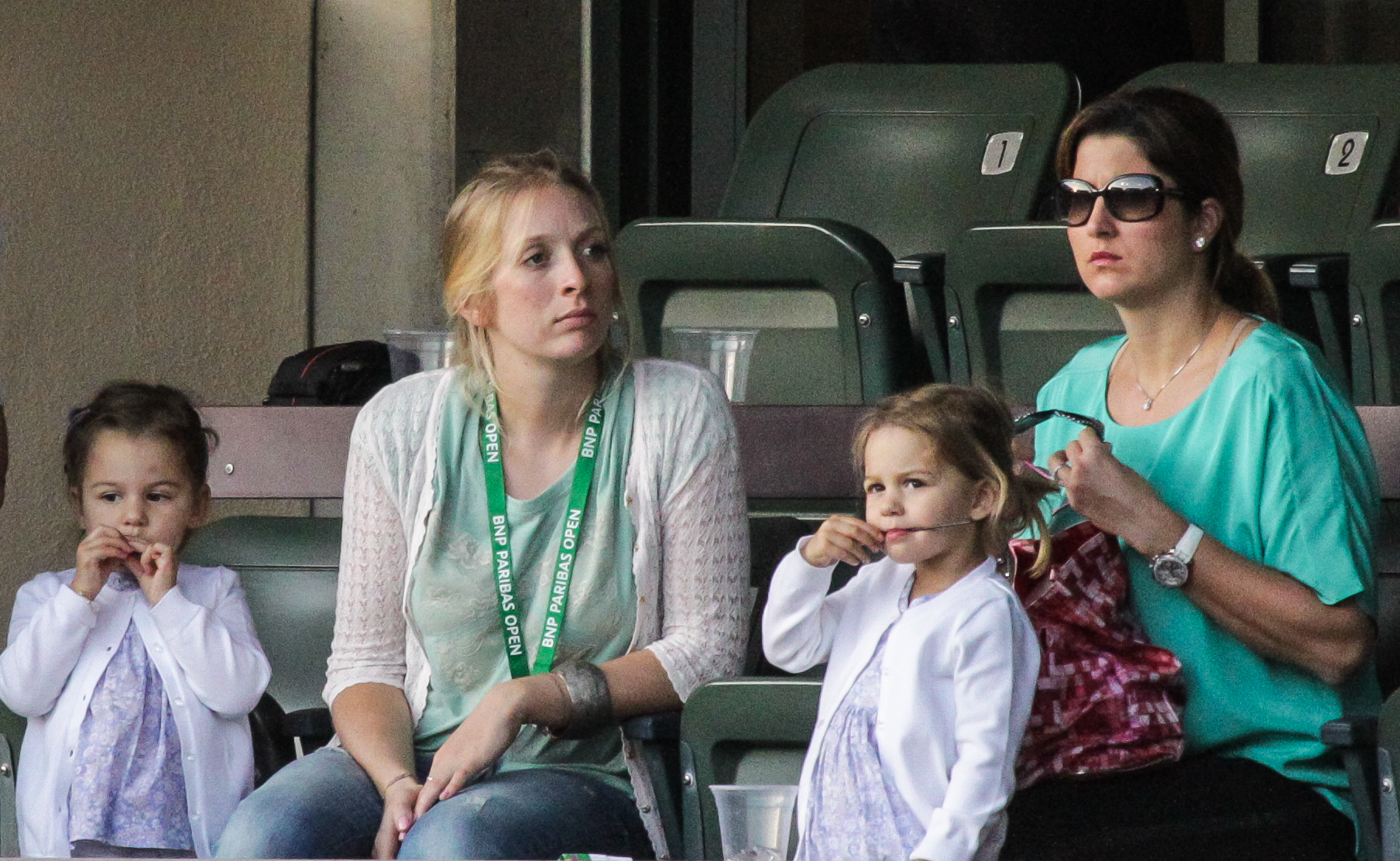
費德勒的家人

2000年，在悉尼奧運會中，费德勒與米爾卡·費德勒相識，後者是女子网球联合会網球球員，在2000年奧運會中和费德勒同樣代表瑞士參加網球項目。然而，米爾卡由於腳部受到傷患困擾而在2002年退役，從此成為丈夫的公眾關係經紀人。2009年4月11日，費德勒與相戀九年的女友米爾卡在家鄉巴塞爾結婚，只有至親好友參加。2009年，他們的雙胞胎女兒出生，2014年，他們的雙胞胎兒子出生。
费德勒在網球方面很有天份，1993年曾為瑞士巴塞爾室內賽球童，於1998年轉入職業，成為職業網球球員，開始職業網球生涯（參看網球生涯）。他成長道路上的偶像為貝克和斯特凡·埃德贝里，其中後者為他之前的教練，他與同胞瓦夫林卡為總角之交。在足球方面，費達拿為家鄉球會和瑞士國家隊的球迷，以巴治奧、史基拉斯、施丹和費高為偶像。另外他與足球員亨利和托迪份屬好友。
如同其他瑞士公民，費德勒必須到瑞士陸軍服役。然而自2003年開始，他長期受到背部問題所困擾，再加上身為網球運動員的他必須要到全球各地參加各類不同的賽事，沒有時間來接受軍事訓練，因此巴塞爾政府特別允許，費德勒不需要完成他的兵役，但還是需要繳交部分所得稅給瑞士政府，以及抽出五天時間擔任體育指導教師，專門指導社會大眾進行體育活動，有些類似於義工的性質。

## 網球生涯

### 1984年–1998年：童年時期至青少年時期
三歲時，费德勒跟隨著父母親到網球俱樂部，因而第一次接觸到網球。八歲時，開始在家裡附近的老男孩網球俱樂部（為紅土球場）打球。
雖然現在费德勒被認為是最偉大的球員，但與現在溫文有禮的舉止不同，童年時的他脾氣不佳，常用摔拍來表達情緒不滿，給父母與旁人不好的觀感，經過教練卡達的指導下，他逐漸懂得保持優雅的態度和尊重對手，也了解到保持心境穩定與追求不斷進步，才是他最重要的課題。
在求學期間，同時參加了網球和足球兩項運動，兩方面都表現的非常好，但到了十一、十二歲時，不得不從中選擇一樣時，他選擇了網球。十四歲時，费德勒進入瑞士國家網球中心接受訓練。然而，為了能夠更專心於網球，十六歲時，费德勒決定結束學校生涯，他逐漸嶄露頭角，青少年組排名步步高升。
1998年，费德勒曾登上了青少年組排名世界第一。
在該年的澳大利亚網球公開賽青少年組進入準決賽，同年拿下了温布尔登网球锦标赛青少年組的單打冠軍（決賽以6–4、6–4两盤勝於喬治亞球員伊拉克利·拉巴澤。）和男子雙打冠軍（雙打決賽與奧利維埃·羅庫斯搭擋，以6–4、6–4两盤擊敗米卡埃尔·洛德拉與安迪·拉姆）在同年的美國網球公開賽青少年組中則進入決賽（決賽以3–6、5–7两盘負於阿根廷球員大卫·纳尔班迪安）。同年，在邁阿密的橘子碗国际网球锦标赛比赛中，也是網球青少年時期的最後一場比賽，以7–5、6–3直落两盤打敗阿根廷的吉列尔莫·科里亚拿下冠軍，以青少年組年終世界排名第一結束球季。
1998年7月，費德勒轉為男子職業網壇球員。

### 1998年–2002年：職業生涯前期

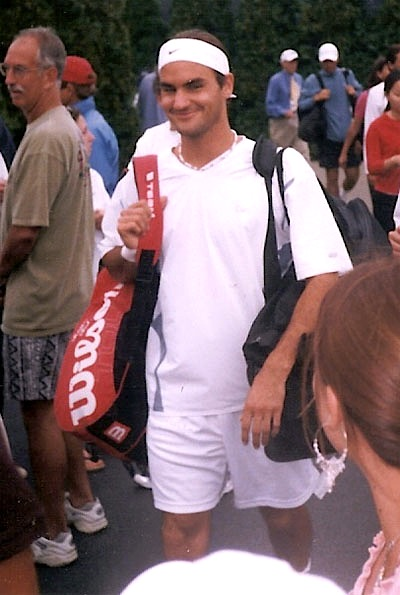
費德勒在2002年美國公開賽

1998年，在家鄉瑞士巴斯塔德，在32強迎戰阿根廷球員盧卡斯·阿諾·克，以4–6、4–6两盤敗給對手。
1999年，首次代表瑞士參加戴维斯杯，並在該年成為ATP男子單打排名前100名中最年輕的球員。
2000年，在法國馬賽首次進入ATP巡迴賽決賽，以6–2、3–6、65–7敗給前輩马克·罗塞特。同年他參加了悉尼奧運會，在單打季軍戰中負於法國球員阿爾諾·迪·帕斯夸萊（1997年美網青年組男單冠軍兼ITF青少年組年終世界排名第一），獲得第四名。
2001年，在法國網球公開賽，首次打進大滿貫系列賽八強，以5–7、4–6、5–7直落三盤敗給西班牙著名球員亚历克斯·科雷查。在義大利米蘭網球賽進入決賽後，以6–4、67–7、6–4擊敗朱利安·布特，奪得個人首個ATP巡迴賽賽事單打冠軍。並在賀文盃中，和前網壇一姐玛蒂娜·辛吉斯合作，協助瑞士贏得世界網球混合團體賽冠軍。在温布尔登網球錦標賽進入第四輪後，以7–67、5–7、6–4、62–7、7–5五盤大戰的比數，打敗了七屆冠軍桑普拉斯，一舉成名。
2002年，費德勒兩度進入大師賽單打決賽，在邁阿密大師賽進入決賽後，以3–6、3–6、6–3、4–6敗給地主球員安德烈·阿加西，在漢堡大師賽進入決賽後，以直落三盤6–1、6–3、6–4擊敗俄羅斯球員马拉特·萨芬，拿下生涯第一座大師賽冠軍，並首度躋身世界前十；不過在温布尔登网球锦标赛卻在首輪中被淘汰出局（第一輪敗於克羅地亞球員馬里奧·安契奇）。他在1998年到2002年這段期間，總共打進十個ATP單打決賽，奪得六個冠軍和四個亞軍。（年終世界排名第六位）
另外在這段期間的雙打賽事，打進六個決賽，他與白俄羅斯球員马克斯·米尔内搭擋，奪得鹿特丹和莫斯科兩站巡迴賽冠軍和印第安威爾斯大師賽亞軍，另外也曾與約納斯·比約克曼搭擋，奪得鹿特丹一站巡迴賽冠軍。

### 2003年–2006年：成績突破與巅峰时期
2003年，費德勒在他的生涯摘下第一座大滿貫男子單打錦標（溫網），这也成為了他職業生涯重要的轉折點，日後逐漸成長為一代球王。
澳網進入第四輪後，以4–6、6–3、1–6、6–1、3–6負於青少年時期對手大卫·纳尔班迪安，法網第一輪，以66–7、2–6、63–7直落三盤負於路易斯·奧爾納，溫網，首度進入大滿貫男子單打決賽後，以7–65、6–2、7–63直落三盤擊敗澳洲球員馬克·菲利浦西斯，拿下首座冠軍與第一座大滿貫。在美網進入第四輪後，以6–3、61–7、4–6、3–6又負於纳尔班迪安，大師盃進入決賽後，以6–3、6–0、6–4直落三盤擊敗美國著名球員安德烈·阿加西，拿下首座年終賽冠軍，並且結束對後者三連敗而取得首勝。另外在邁阿密大師賽雙打賽事，他與白俄羅斯球員馬克斯·米爾內合作進入決賽後，以7–5、6–3奪得冠軍，羅馬大師賽決賽，以5–7、2–6、68–7敗給西班牙球員費利克斯·曼蒂利亞，在該年一共闖入九個ATP單打決賽獲得七個單打冠軍，包括兩個500賽冠軍（杜拜、維也納）。
2004年，費德勒是邁向巔峰的一年，不但心理素質越加穩定，且技術層面也趨於成熟。当年他第一次一年内摘下三座大滿貫男子單打錦標（澳網、溫網、美網）。
在澳網首度進入決賽後，以7–63、6–4、6–2直落三盤擊敗前世界第一俄羅斯球員馬拉特·薩芬，拿下个人首座澳网冠軍，也是他的第二座大滿貫，並首度登上了職業網球男子單打世界排名第一，这之后他佔據球王寶座長達四年半之久（237週）。在法網進入第三輪後，以4–6、4–6、4–6三盤負於三屆法網冠軍古斯塔沃·庫爾滕。在溫網連續二年進入決賽後，以4–6、7–5、7–63、6–4逆轉擊敗另一位前世界第一美國球員安迪·羅迪克而衛冕成功，拿下生涯第二座溫網冠軍與第三座大滿貫。在美網首度進入決賽後，以6–0、7–63、6–0直落三盤擊敗另一位前世界第一與2001年美網冠軍的澳洲球員萊頓·休伊特，拿下首座美网冠軍與第四座大滿貫，並取得職業生涯第300場單打勝仗。年終，網球大師盃進入決賽後，以6–3、6–2直落二盤擊敗萊頓·休伊特衛冕成功，拿下第二座年終賽冠軍。他也奪得三座大師賽單打冠軍（一座：漢堡紅土賽事、另外二座：印第安維爾斯、加拿大硬地賽事），一座黃金國際賽冠軍（杜拜硬地賽事）和三座國際賽冠軍（哈雷、巴斯塔德和曼谷硬地賽事）。

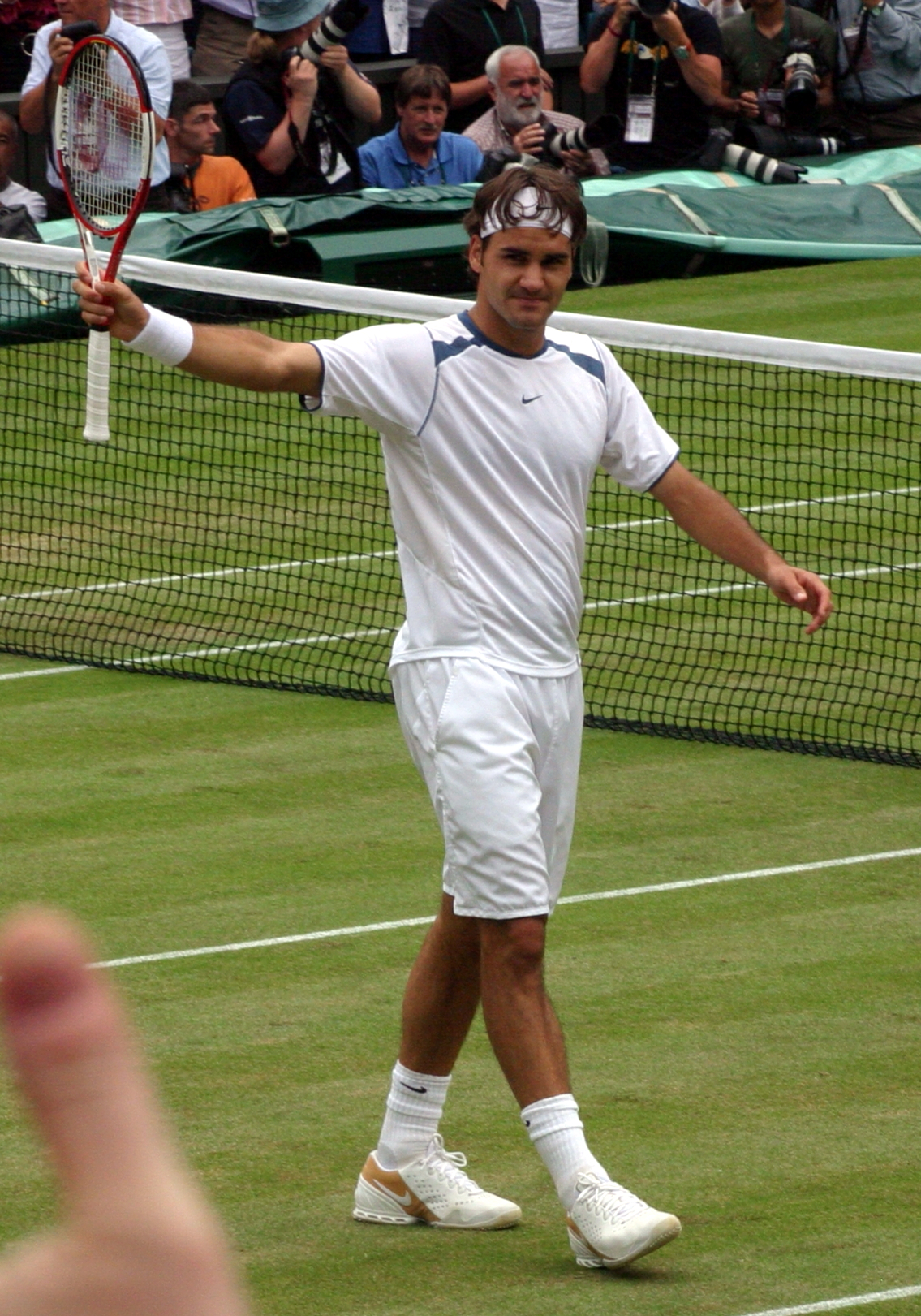
費德勒在2005年溫網完成三連霸霸業

2005年，費德勒延續上一年的表現，雖然第一次在生涯中連續兩項大滿貫賽事準決賽出局，但仍摘下兩座大滿貫男單錦標（溫網、美網）。
在澳網進入四強後，以7–5、4–6、7–5、66–7、7–9錯過賽末點，苦戰五盤遭到最後奪冠的馬拉特·薩芬逆轉而被淘汰出局，宣告衛冕失敗。法網首度進入四強後，以3–6、6–4、4–6、3–6四盤負於最後奪冠的拉斐爾·納達爾，遭淘汰出局。雖然連續在澳網和法網未能進入決賽，不過他隨即在溫網草地上，重回巔峰，以僅失一盤的狀態連續三年進入決賽後，6–2、7–62、6–4直落三盤擊敗安迪·羅迪克而衛冕成功，拿下第三座温网冠軍與第五座大滿貫。在美網連續二年進入決賽後，以6–3、2–6、7–61、6–1四盤擊敗八屆大滿貫得主安德烈·阿加西而衛冕成功，拿下第二座美网冠軍與第六座大滿貫。年終，網球大師盃進入決賽後，以7–64、7–611、2–6、1–6、63–7苦戰五盤負於大卫·纳尔班迪安，宣告衛冕失敗。另外也奪得四座大師賽單打冠軍（一座：漢堡紅土賽事、另外三座：印第安維爾斯、邁阿密、辛辛那提)、二座黃金國際賽冠軍（鹿特丹、杜拜硬地賽事）和三座國際賽冠軍（多哈、哈雷和曼谷硬地賽事）。
2006年，費德勒延續前兩年的表現，也是他成績最好的一年，不僅第二次一年内摘下三座大滿貫男單錦標（澳網、溫網、美網），更是成为了繼1969年羅德·拉沃之後，单年同时闖進四大滿貫決賽的第一人。雖然納達爾在紅土上保持强势，不過费德勒仍在硬地與草地這兩種場地的保有稳固的优势。
在澳網第二度進入決賽後，以5–7、7–5、6–0、6–2逆轉擊敗當屆黑馬马科斯·巴格达蒂斯，拿下第二座澳网冠軍與第七座大滿貫。法網首度進入決賽後，以6–1、1–6、4–6、64–7四盤不敵拉斐爾·納達爾，也打破了他連奪四大滿貫的夢想。在溫網連續四年進入決賽後，以6–0、7–65、
62–7、6–3四盤擊敗首度闖入決賽的納達爾而衛冕成功，拿下第四座温网冠軍與第八座大滿貫。在美網連續三年進入決賽後，以6–2、4–6、7–5、6–1四盤擊敗2003年美網前冠軍的地主球員安迪·羅迪克而衛冕成功，拿下第三座美网冠軍與第九座大滿貫，網球大師盃進入決賽後，以6–0、6–3、6–4直落三盤擊敗美國球員詹姆斯·布莱克，拿下第三座年終賽冠軍。另外，他拿下八座ATP單打冠軍，四座大師賽冠軍（印第安維爾斯、邁阿密、多倫多和馬德里皆是硬地賽事）、一座黃金國際賽冠軍（東京）和三座國際賽冠軍（杜拜、哈雷和巴塞爾）。

### 2007年：应对年轻球员的挑战

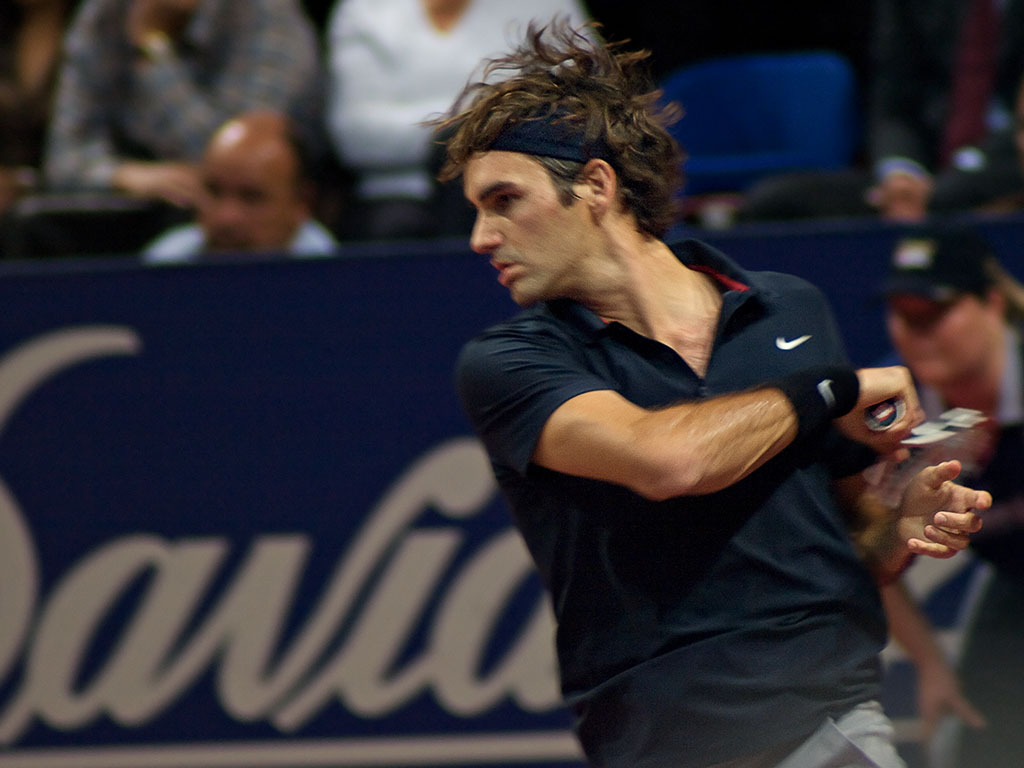
費德勒在2007年瑞士室內賽

2007年，費德勒延續前面三年的表現，生涯中第三次一年内摘下三座大滿貫男單錦標（澳網、溫網、美網），並且生涯第二次单年内同时闖進四大滿貫決賽，但受到了年輕球員（納達爾、喬科維奇）與老對手（大卫·纳尔班迪安）等球員的挑戰。
在澳網連續兩年進入決賽後，以7–62、6–4、6–4直落三盤擊敗當屆黑馬費爾南多·岡薩雷斯而衛冕成功，拿下第三座美网冠軍與第十座大滿貫，也是他首次在大滿貫賽未失一盤奪冠。法網連續二年進入決賽後，以3–6、6–4、3–6、4–6四盤負於拉斐爾·納達爾，如上屆一樣，再次敲碎他想連奪四大滿貫的夢想。在溫網連續五年進入決賽後，對手是再度闖入決賽的納達爾，以7–67、4–6、7–63、2–6、6–2鏖戰五盤驚險獲勝而衛冕成功，拿下第五座温网冠軍與第十一座大滿貫，追平瑞典名將比约恩·博里五連冠的紀錄。在美網連續四年進入決賽後，以7–64、7–62、6–4直落三盤擊敗塞爾維亞年輕球員諾瓦克·喬科維奇而衛冕成功，拿下第四座美网冠軍與第十二座大滿貫。年底的網球大師盃進入決賽後，以6–3、3–6、6–1相持三盤擊敗西班牙球員大衛·費雷爾，拿下第四座年終賽冠軍。另外，他拿下五座ATP單打冠軍，二座大師賽冠軍（一座：漢堡紅土賽事、另外一座：辛辛那提硬地賽事）、一座黃金國際賽冠軍（杜拜）和一座國際賽冠軍（巴塞爾）。

### 2008年：伤病影响、失去世界第一；奪得第五座美网冠军

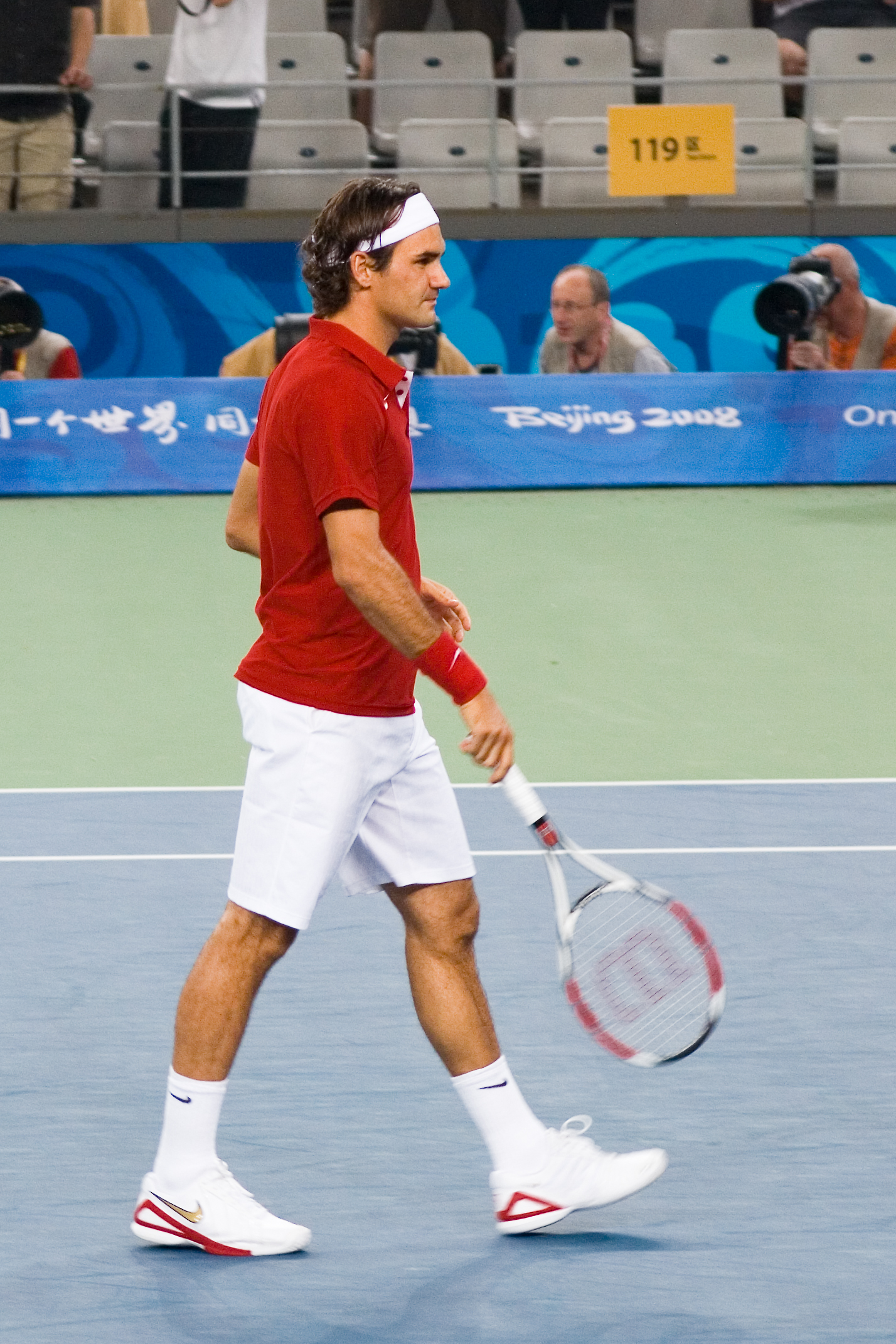
費德勒與同胞斯坦尼斯拉斯·瓦夫林卡在2008年北京奧運會奪得雙打金牌

2008年，費德勒在年初因為染上腸胃病毒、傳染性單核白血球增多症等疾病，而使整體成績略有下滑，雖然他的表現不如前面四年，不過仍然摘下一座大滿貫男單錦標（美網）。
澳網進入四強後，以5–7、3–6、65–7直落三盤負於諾瓦克·喬科維奇，宣告衛冕失敗，終止十次連續進入大滿貫決賽的紀錄。法網連續三年進入決賽後，以1–6、3–6、0–6直落三盤負於拉斐爾·納達爾，又如前兩屆一樣鎩羽而歸。在溫網連續六年進入決賽後，尋求前所未有的六連冠，而等著他的對手正是連續三年闖入決賽的拉斐爾·納達爾，雙方再度鏖戰五盤，以4–6、4–6、7–65、7–68、7–9負於納達爾，宣告衛冕失敗。北京奧運會，在男子單打第二輪賽事，以4–6、62–7直落兩盤爆冷負於美國球員詹姆斯·布雷克，不過他在男子雙打賽事中，和同胞瓦林卡合作，他們爆冷門擊敗多對雙打名將，意外地奪得金牌。北京奧運會隔天，納達爾成為新的世界第一，終結費德勒連續237週，對世界排名單打第一的壟斷，在美網連續五年進入決賽後，以6–2、7–5、6–2直落三盤擊敗英國年輕選手安迪·穆雷而衛冕成功，拿下第五座冠軍與第十三座大滿貫。年終，網球大師盃進入後，以6–4、63–7、5–7三盤負於安迪·梅利，宣告衛冕失敗。另外，他拿下三座ATP單打冠軍，都是國際賽冠軍（埃斯托利爾、哈雷、巴塞爾）。

### 2009年：全满贯以及第15座大滿貫冠军
2009年，費德勒在這一年重返巔峰，他摘下兩座大滿貫男單錦標（法網、溫網），完成職業大滿貫並且成為網球史上獲得最多大滿貫的男子選手，另外生涯第三次闖進四大滿貫決賽。
在澳網第四度進入決賽後，以5–7、6–3、63–7、6–3、2–6鏖戰五盤被拉斐爾·納達爾擊敗。在法網連續四年進入決賽後，以6–1、7–61、6–4直落三盤擊敗羅賓·索德靈（在第四輪擊敗四屆冠軍納達爾），拿下首座法网冠軍與第十四座大滿貫，成為網球史上「第六位」完成職業大滿貫的球員。接著在溫網進入決賽後，以5–7、7–66、7–65、3–6、16–14鏖戰五盤擊敗安迪·羅迪克，拿下第六座温网冠軍與第十五座大滿貫（打破90年代美國名將皮特·桑普拉斯所保持的十四座记录），並且重回世界第一寶座。在美網連續六年進入決賽後，以6–3、65–7、6–4、64–7、2–6意外負於阿根廷年輕球員胡安·馬丁·德爾波特羅，不但衛冕失敗，也粉碎了他想連續六年拿下冠軍的美夢。年終，世界巡迴賽總決賽進入四強後，以2–6、6–4、5–7三盤負於尼古萊·達維登科。另外也奪得二座大師賽單打冠軍（一座：馬德里紅土賽事、另外一座：辛辛那提硬地賽事）。

### 2010年–2011年：统治不再

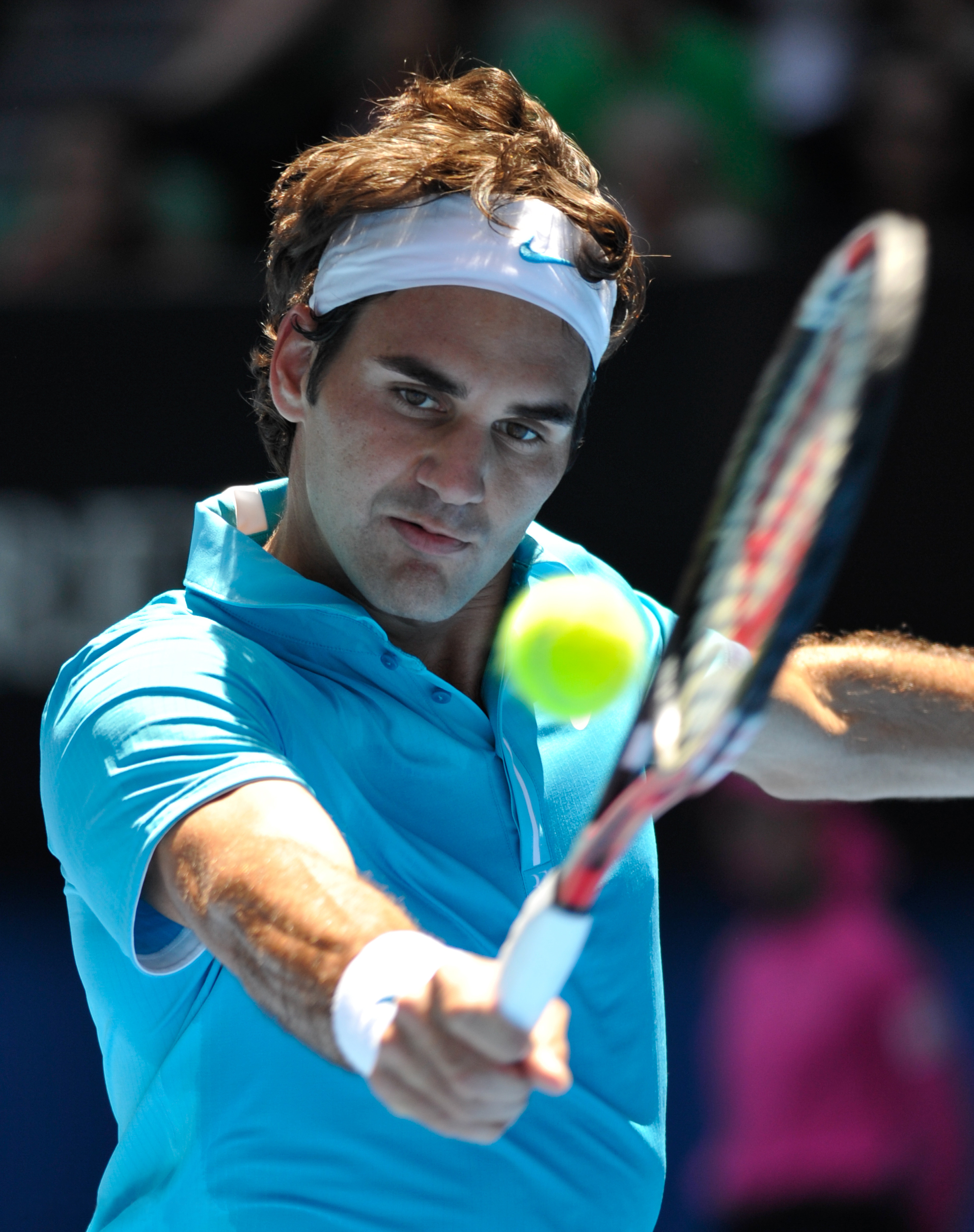
費達拿於2010年澳洲公開賽

2010年，費德勒僅摘下一座大滿貫單打錦標（澳網），破紀錄拿下第16座大滿貫錦標，之後又陷入低潮（法網與溫網衛冕失敗），讓出世界第一位置，直到年終他的狀態才有所好轉。
在澳網進入決賽後，以6–3、6–2、7–611直落三盤打敗安迪·穆雷，拿下第四座澳网冠軍與第十六座大滿貫，創下了史上唯一一位在澳網綠色硬地和藍色硬地皆封王的壯舉。不過接下來連續三項大滿貫，均意外未能進入決賽。法網進入八強後，以6–3、3–6、5–7、4–6四盤負於羅賓·索德靈，宣告衛冕失敗，也終止從2004年法網以來連續23次進入大滿貫四強的紀錄，也讓納達爾重回世界第一寶座。在溫網進入八強後，以4–6、6–3、1–6、4–6四盤負於托馬什·貝爾迪赫，宣告衛冕失敗，並終止他連續七年進入溫網決賽的紀錄。在美網進入四強後，以7–5、1–6、7–5、2–6、5–7鏖戰五盤負於諾瓦克·喬科維奇，也終止他連續六年進入美網決賽的紀錄。年終，世界巡迴賽總決賽進入決賽後，以6–3、3–6、6–1擊敗拉斐爾·納達爾，拿下第五座年終賽冠軍。另外，他拿下三座ATP單打冠軍：分別是一座大師賽單打冠軍（一座：辛辛那提硬地賽事）、一座500賽冠軍（巴塞爾）和一座250賽冠軍（斯德哥爾摩）。
2011年，費德勒自2002年以來整年沒有拿下任何一座大滿貫賽冠軍的第一年，但在季末打出一波17連勝，並拿下破紀錄的第六座年終賽冠軍。
澳網進入四強後，以62–7、5–7、4–6直落三盤負於喬科維奇，宣告衛冕失敗，法網生涯第五度進入決賽後，以5–7、63–7、7–5、1–6四盤負於拉斐爾·納達爾，溫網在八強以6–3、 7–63、 4–6 、4–6 、4–6負於若-威爾弗里德·特松加，美網進入四強，以7–67、 6–4、3–6、2–6、5–7負於喬科維奇。年終，世界巡迴賽總決賽進入決賽後，以6–3、67–7、6–3擊敗特松加，破紀錄第六次奪得冠軍。费德勒該年度共拿下4座ATP單打冠軍，分别是一座ATP世界巡回赛总决赛冠军，一座1000赛（巴黎大师赛）冠军，一座500赛（瑞士室內賽）冠军和一座250賽冠軍（杜哈）。

### 2012年：温网冠军、重返世界第一

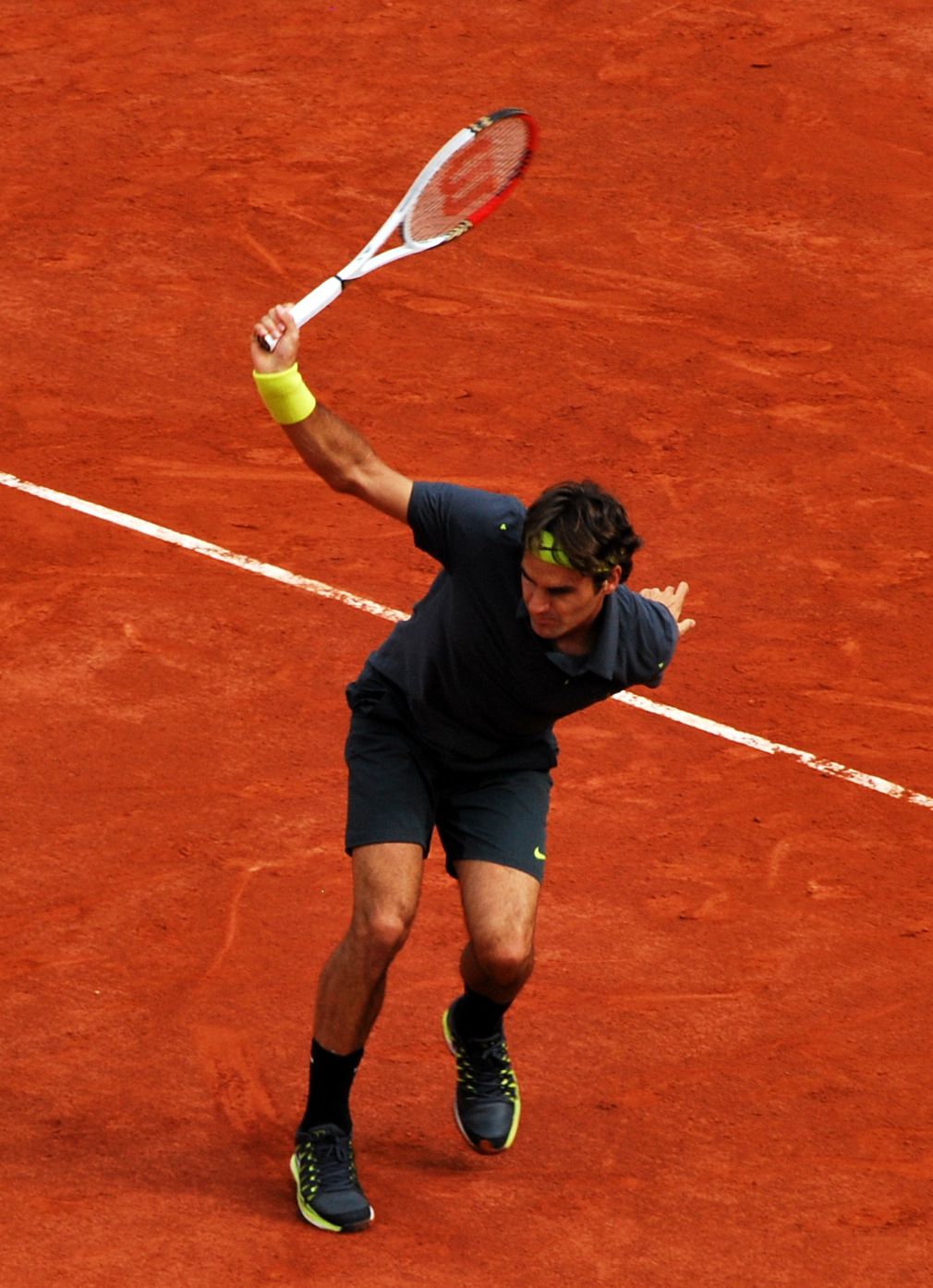
費達拿在2012年法國公開賽

2012年，費德勒摘下一座大滿貫單打錦標（溫網），破紀錄拿下第17座大滿貫錦標兼重回世界第一位置，並打破森柏斯的世界第一總週數紀錄；不過世界第一位置在年終賽前被諾瓦克·喬科維奇奪回，最終無緣年終第一。
澳網進入四強後，以7–65、 2–6 、65–7、4–6負於拉斐爾·納達爾，連續兩年四強出局，在法網半決賽4–6、 5–7 、3–6不敵排名世界第一的喬科維奇。在溫布頓創歷史性地八次進入溫網決賽，以4–6、7–5、6–3、6–4逆轉擊敗安迪·穆雷，奪得第七座温网冠軍與第17座大滿貫錦標。2012年倫敦奧運，費達拿夥拍
斯坦·瓦林卡出戰男雙賽事，但在第二輪落敗而未能衛冕，男單方面則打進決賽，以2–6、1–6、 4–6敗於安迪·梅利而取得銀牌，在美網進入八強後，以61–7、4–6、6–3、3–6四盤負於托馬什·貝爾迪赫，年終，世界巡迴賽總決賽進入決賽後，尋求生涯第一次三連霸，對手為已確定為年終球王的喬科維奇，在兩盤皆先破發又被反破的情形下，最終以7–66、7–5不敵對手，無緣三連霸。費德勒本年度奪得六座ATP單打冠軍，一座大滿貫（溫布頓），三座1000賽（印第安韋爾斯、馬德里以及辛辛那提），兩座500賽冠軍（鹿特丹、杜拜）。

### 2013年：背伤、排名下滑
2013年，因受背傷困擾，费德勒全年只夺得一座250赛冠军（哈雷），多项纪录在这一年被终结，且世界排名不断下滑，直到季尾才逐渐找回状态。
澳网连续十年跻身半决赛后，以4–6、7–65、3–6、7–62、2–6负于安迪·穆雷，连续三年半决赛出局。在印第安維爾斯大師賽八強敗給拉斐爾·納達爾後，費達拿展開了兩個月的休假，直到馬德里大師賽才重返球場，不過他在第三圈被日本人錦織圭淘汰。法網則在八強敗給若-威爾弗里德·特松加。開季半年未嘗一冠為其職業生涯最差，直至在哈雷站決賽擊敗米哈伊爾·尤日尼奪標後錦標荒才被打破；但隨後的溫網卻爆出驚天冷門，第二圈被烏克蘭球手謝爾蓋·斯坦高夫斯基淘汰出局，終止了他連續36次打進大滿貫八強這個橫跨整整九年的紀錄﹔亦令他的世界排名跌至十年新低的第五位。在辛辛那提大師賽八強再次遭老對手納達爾淘汰後，排名更跌至十一年新低的第七。美網，他被列位第七種子，這是他自2002年以來首次在四大賽未列前三種子，最終也在第四回合以63–7、3–6、4–6敗給第19号種子托米·罗布雷多，止步十六強，亦是他自2002年以來首次無緣晉身其中一項四大滿貫賽事決賽。年終賽方面，四強被拿度淘汰，後者取得雙方在這項賽事交手的首場勝利，世界排名以平十一年新低的第六位作收。

### 2014年–2015年：狀態回升、三次打进大满贯决赛
2014年，費達拿重拾狀態，雖然連續兩年無緣大滿貫冠軍，但世界排名回升至第二，國家隊方面更協助瑞士首度奪得台維斯盃冠軍。
費達拿在賽季前宣佈聘請了兒時偶像，瑞典名宿兼前世界第一的斯特凡·埃德贝里為新教練。雖然在澳網四強被剋星納達爾擊敗，且世界排名跌至第八，但仍然能把碩果僅存的澳網連續晉級四強紀錄改寫為十一年。法網則在十六強敗予拉脫維亞球手厄內斯特·古爾比斯。在溫布頓破紀錄第九次進入決賽，與諾華克·祖高域激戰五盤後惜敗。美網睽違三年重返四強後，爆冷以直落三盤的比分負予過往與之交手未嘗一敗的克羅地亞球手馬林·契利奇。年終賽因背傷而在決賽展開前宣佈退出，令對手祖高域成就三連冠。另外，他亦協助瑞士晉級台維斯盃決賽，並以場數3–1擊敗法國奪標。總計全年，費達拿奪得了五座冠軍，兩座1000賽（辛辛那提、上海）、两座500賽（杜拜、巴塞爾）和一座250賽冠軍（哈雷）。
2015年，費達拿的表現保持穩定，世界排名以第三位作結，但於大賽決賽完全受制於祖高域，包括該年溫網、美網和年終賽，都敗予塞爾維亞人。
費達拿全年奪得一座1000賽（辛辛那提）、三座500賽（杜拜、哈雷、巴塞爾）和兩座250賽冠軍（布里斯班、伊斯坦布爾），共六項賽事的錦標。其中布里斯班站決賽擊敗加拿大球手米洛斯·拉奧歷後，錄得職業生涯第1000場單打勝仗，在ATP史上排名第三，次於吉米·康諾斯（1253場）與（1071場）。但在澳網卻於第三圈出局，負予意大利球手安德烈亚斯·塞皮，令他連續十一年晉級澳網四強的紀綠告終。法網方面則在八強被同胞斯坦·瓦林卡三盤橫掃淘汰。溫網第十次打進決賽，卻連續兩年不敵祖高域。而美網方面，費達拿以不失一盤的姿態躋身闊別六年的決賽，但再遭祖高域破碎其奪冠美夢，連續兩項大滿貫決賽被同一選手擊敗。年終賽同樣被祖高域在決賽打敗，後者達成四連冠壯舉。

### 2016年：傷勢困擾以及长期伤退
2016年，費德勒受到膝傷困擾，自2001年以來整年沒有拿下任何一座巡迴賽冠軍的第一年。
澳網進入四強後，以1–6、2–6、6–3、3–6負於諾瓦克·喬科維奇，法網未參賽，溫網在四強以3–6、 7–63、 6–4 、5–7 、3–6負於米洛斯·拉奧尼奇。

### 2017年：傳奇再起，睽違五年的大滿貫
2017年，費德勒選擇在霍普曼盃復出。
緊接著登場的澳網，費德勒名列第17種子，在外界普遍不看好的情況下，頭兩輪輕騎過關後，從第三輪開始，先後勝第10種子托馬什·貝爾迪赫、第5種子錦織圭、米沙·茲韋列夫、第4種子斯坦·瓦林卡，並於決賽五盤擊敗拉斐爾·納達爾，奪得其生涯第18座大滿貫獎杯，也是自2012年溫網以來的首座大滿貫冠軍，同時成為公開賽年代打入大滿貫決賽以及奪得此等級賽事冠軍年齡第二大的選手（35歲又174天），僅次於肯·羅斯威爾（37歲又2個月）。另外他也成為首位於三項大滿貫至少五次封王的球手（澳網5座、溫網7座、美網5座）。
北美硬地赛季，费德勒又拿下2座賽冠軍。先拿下生涯第5座印第安維爾斯大師賽冠軍，隨後的邁阿密大師賽，对阵羅伯托·包蒂斯塔·阿古特、貝爾迪赫、尼克·基里奧斯，每場皆面臨至少一次的搶七戰，甚至面對對手賽末點，但仍再度殺入決賽，與宿敵納達爾再迎第37次"費納決"，這同時也是彼此於2004年首次對戰的地點。最終費德勒生涯首度達成對戰四連勝，並收下睽違11年之久的冠軍，第三度達成「陽光雙冠」(Sunshine Double)，同時也是職業生涯第91座冠軍、生涯第26座大師賽冠軍。
随后费德勒选择放弃整个红土赛季，备战温网。
費德勒於斯圖加特公開賽復出備戰溫網，不過首輪就遭到退休後再度復出的39歲德國老將兼好友托米·哈斯以6–2、6–7、4–6逆轉。在哈雷公開賽，費德勒在決賽中只花53分鐘就以6–1、6–3橫掃德國20歲新秀亞歷山大·兹維列夫，以一盤未失的狀態夺冠，成功在哈雷破紀錄第九度封王，成為公開賽時代以來繼納達爾之後，第二位在單一賽事超過8次以上奪得冠軍的選手。
緊接著在溫網，費德勒晉級過程未失一盤，于決賽三盘战胜克羅埃西亞的馬林·契利奇，奪得第八座溫網冠軍（生涯第19座大滿貫冠軍），突破自己原先與皮特·山普拉斯和威廉·倫肖並列最多溫布頓男單冠軍的紀錄，成為奪得溫布頓史上最多男單冠軍的選手。
草地賽季結束後再度進入硬地賽，加拿大大師賽，費德勒打進了決賽，受傷病困擾，以3–6、4–6敗給了茲維列夫。隨後費德勒選擇退出辛辛那堤大師賽以準備美網賽事。在美網，於半決賽以5–7、6–3、68–7、4–6負於下半年狀況爆發的胡安·馬丁·德爾波特羅。隨後，費德勒於上海大師賽決賽再度與納達爾交手，並以6–4、6–3盘獲勝，達成首度生涯费纳决五連勝，並於瑞士室內網球賽決賽以6–7、6–4、6–3擊敗了德爾波特羅，第八度舉起冠軍杯，同時也是其生涯第95座冠軍獎杯，超越前輩伊凡·藍道獨居公開賽時代以來的第二人，僅次於吉米·康諾斯。
随后費德勒發表聲明，退出当年度的巴黎大師賽賽事，以專心準備倫敦年終賽。年終賽费德勒以小组第一晉級，於四強遭比利時名將大衛·高芬逆轉。
費德勒於2017年拿下7座冠軍，包括兩座大滿貫冠军、三座大師賽冠軍，是繼2007年巔峰期後的新高。

### 2018年：第20座大滿貫
費德勒連續兩年以霍普曼盃作為開季賽事，夥拍後輩女子球手貝琳達·本西奇代表瑞士出戰，他們連續擊敗多個國家的組合後，於決賽擊敗德國奪冠。以衛冕冠軍的姿態進入澳網的2號種子費德勒，一盤未失挺進決賽，與西里奇爭奪冠军，最終以6–2、65–7、6–3、3–6、6–1险胜对手贏得个人生涯第二十座大滿貫。費德勒於鹿特丹站八強賽出戰羅賓·哈塞，最終以4–6、6–1、6–1獲得勝利，並且以36歲之龄成為網球史上最年長的球王，並且在決賽以6–2、6–2打敗季米特洛夫獲得生涯第三座鹿特丹公開賽冠軍。
到了紅土賽季，费德勒再度選擇輪休。
到了溫網，尋求衛冕的費德勒在八強賽對戰南非第8種子凱文·安德森，雖然在第3盤讓賽末點浮現，但沒有把握住，反而被逼入第5盤，以6–2、7–65、5–7、4–6、11–13遭到對手大逆轉。費德勒於辛辛那提大師賽决赛以4–6、4–6负于德约科维奇。隨後在美網第四轮以6–3、5–7、67–7、63–7不敌約翰·米爾蒙。瑞士站以7–6、6–4擊敗馬利尤斯·科皮爾，奪得此項賽事第九冠。上海大師賽半决赛以4–6、4–6负于博爾納·丘里奇。

### 2019年：杜拜赛、迈阿密赛、哈雷草地賽、瑞士室內賽冠军
費德勒在迪拜站决赛以直落两盘6–4、6–4击败斯特法諾斯·齊齊帕斯夺得冠军，这也成为他职位生涯第100座ATP单打冠军。费德勒在迈阿密大师赛决赛中击败伊斯内尔，赢得生涯第28座大师赛冠军及生涯101座冠軍。在法網中，费德勒一路打进半决赛，但最终以3–6、4–6、2–6输给了老对手納達爾，无缘决赛。
在哈雷站，費德勒以7–6、6–1擊敗大卫·戈芬，奪得此項賽事第十冠及生涯102冠。隨後的溫網，成功在四強以7–63、1–6、6–3、6–4淘汰納達爾，成功复仇。但決賽在錯過兩個冠軍點的情況下，以7–6、1–6、7–6、4–6、13–123輸給諾瓦克·喬科維奇，这场比赛也是溫網史上最長的決賽，长达4小时57分。在瑞士室內賽，費德勒以6–2、6–2擊敗阿莱克斯·德·米瑙尔，奪得此項賽事第十冠及生涯103冠。

### 2020年：澳网半决赛、右膝伤
费德勒在澳網开启了他的赛季。他在前两轮击败斯蒂夫·约翰逊、菲利普·克拉伊诺维奇，第三轮战胜米尔曼，第四轮战胜马尔顿·弗索维茨，1/4决赛战胜坦尼斯·桑德格伦并挽救了7个赛点。半决赛中费德勒以61–7、4–6、3–6负于喬科維奇。在这届澳网初期费德勒腹股沟处就有受伤。这年2月费德勒做了一次关节镜手术和右膝手术，并退出了之后的迪拜、印第安泉、迈阿密和法网等多项比赛。因手术后恢复不佳，在6月费德勒宣布他要再做一次右膝手术，因此不得不宣布赛季报销，并表示会在2021年重返赛场。这是自费德勒赢得第一个职业生涯赛事冠军后，第二次在全年都没有任何冠军入账。

### 2021年–2022年：溫網八強，功成身退
在膝傷及手術後費德勒選擇於3月的卡達公開賽中復出，於八強落以6–3、1–6、5–7敗於尼科洛茲·巴西拉什威利。後續在法網第三輪賽後中選擇退賽來保存體力，迎戰溫網。可惜在八強對上休伯特·胡尔卡奇以3–6、64–7、0–6被淘汰，吞下個人溫布頓最慘烈敗仗。8月費德勒宣布將再次接受膝蓋手術，並將不會參與後續的賽程，並期望於下半季復出。
2022年9月15日，費德勒宣布退役，選擇拉沃盃作為他的最後一役，结束他24年的職業生涯。在9月23日的比賽中，費德勒搭檔拉斐爾·納達爾，對陣法兰西斯·蒂亚弗及傑克·索克，但以6–4、62–7、9–11不敵對手。

## 主要對戰

### 對喬科維奇

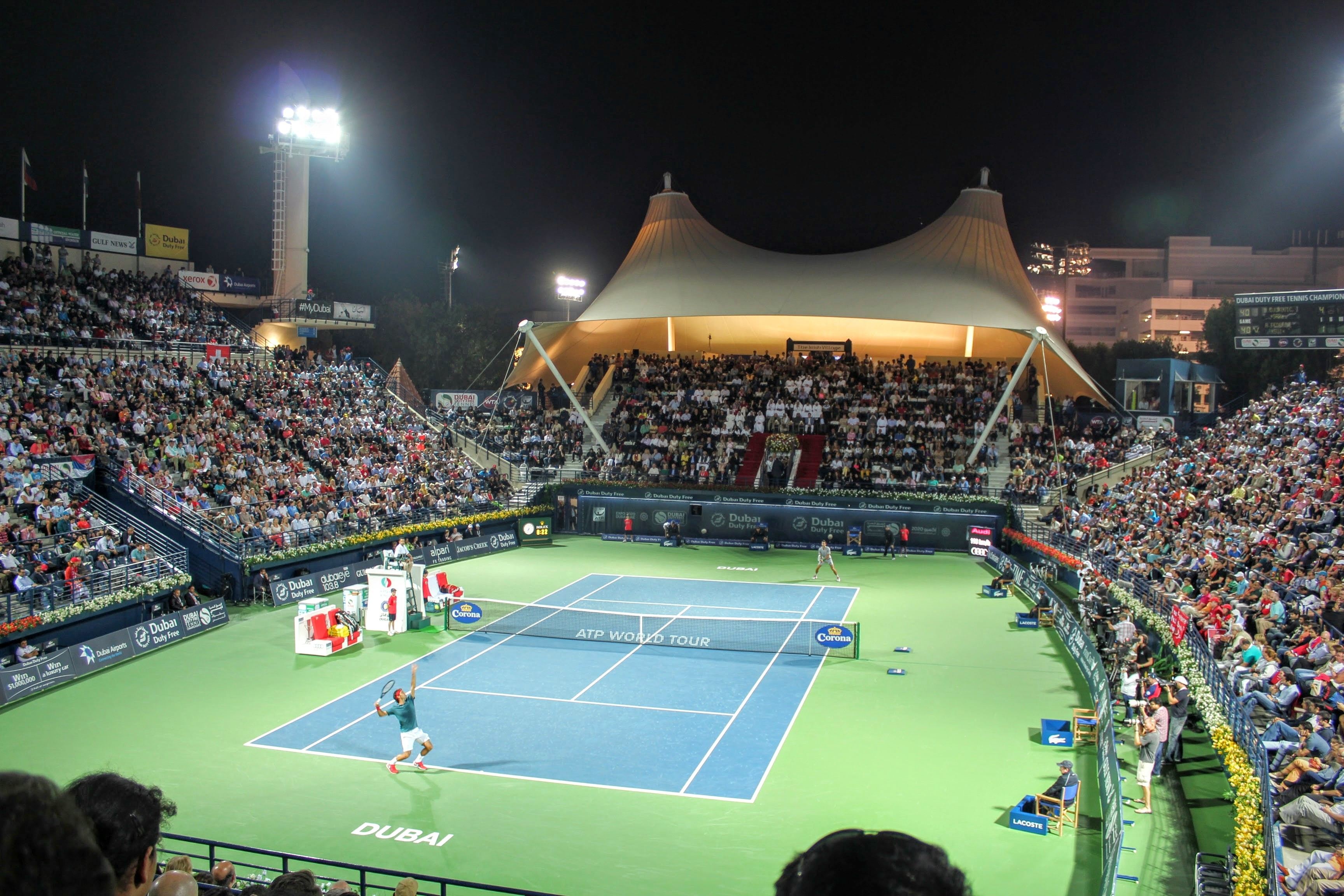
费德勒於2014年杜拜網球錦標賽四強發球予乔科维奇

費德勒和喬科維奇有50次正式交手紀錄，職業生涯對戰為23勝27負。费德勒在大满贯赛事中六次击败乔科维奇，分別是2007年澳網十六強、2007美網決賽、2008和2009美網半決賽、2011年法網半決賽及2012年溫網半決賽。喬科維奇在大滿貫的賽事中十一次擊敗費德勒，分別是2008、2011、2016和2020年澳網半決賽，2012年法網半決賽、2014、2015和2019年溫網決賽、2010和2011年美網半決賽和2015年美網決賽。
2006年戴維斯盃，費德勒與喬科維奇首次交手，並取得勝利。2007年澳網十六強，費德勒與喬科維奇首次在大滿貫交手，費德勒勝出。同年加拿大大師賽，喬科維奇首次擊敗費德勒。2007年年末美網，費德勒決賽擊敗喬科維奇。次年澳網半決賽，費德勒首次在大滿貫負于喬科維奇。費德勒2007至2009年連續三年在美網擊敗喬科維奇。喬科維奇在2010年美網半決賽擊敗費德勒。在2011赛季，费德勒在澳網、杜拜、印第安維爾斯，吞下了三連敗后，于2011年法國公開賽战胜德约科维奇，终止了后者41场的不败纪录。同年美國公開賽，費德勒被倒趕三盤敗給喬科維奇。2012年羅馬大師賽及法網又分別在四強敗給了喬科維奇，使對戰紀錄拉近到14勝12負。而在该年温布顿的四强战中费德勒击败喬科維奇，中止了对对方的连败，同时提升对战战绩到15胜12负。同年的辛辛那提大師賽的決賽，费德勒擊敗喬科維奇，將兩人的對戰戰績延伸到16勝12負﹔但祖高域在年終賽決賽復仇成功，對戰戰績亦改寫為16勝13負。2013年兩人在巴黎大師賽四強碰頭，德约科维奇取胜。幾周後，雙方在年終賽分組預賽再度碰頭，喬科維奇再是取得對戰三連勝。到了2014年雙方在杜拜站四強碰上，費德勒終止對戰三連敗，并最终夺冠。2014年印地安泉大師賽決賽喬科維奇取得勝利。2014年蒙地卡羅大師賽四強賽，費達拿擊敗喬科維奇，晉身決賽。同年7月的温网决赛，费德勒与喬科維奇败下阵来，未能夺取生涯第18座大满贯以及温网历史性的八冠，同时其与喬科維奇草地的交手记录打成1勝1負。在同年的上海大师赛半决赛中，费德勒击败喬科維奇挺进决赛，将双方的交手记录改写为19勝17負。該年年終賽決賽賽前，費達拿因傷退出，令喬科維奇成就三連冠。2015年，兩人再次於杜拜和印第安泉站決賽交手，結果與上年一樣，費達拿在杜拜取勝並七度折桂，祖高域在賽季第一項大師賽第四度奪冠，與前者共享奪魁次數最多的紀錄。2016年，费德勒与喬科維奇在澳网半决赛碰面，最终德约科维奇取胜。下一次交手则是到了2018年的辛辛那提决赛，喬科維奇取胜，成为男子网坛第一位“金大师”。在随后的巴黎大师赛两人再度交手，德约科维奇取得胜利。2019年溫網決賽，喬科維奇和費德勒進行了史詩般的對戰，最後喬科維奇在數據皆落後的情況下，不可思議的逆轉勝，以些微差距擊敗費德勒奪冠，此場決賽歷經4小時57分鐘，是溫網最漫長的決賽，同年ATP年终赛小组赛，费德勒击败乔科维奇。2020年澳网半决赛是费德勒负于喬科維奇，这是费德勒与喬科維奇最后一次交手。

### 對納達爾
費德勒和拉斐爾·納達爾有40次正式交手紀錄，職業生涯對戰為16勝24負。其中費德勒在硬地和草地有優勢，硬地為11勝9負，草地為3勝1負。納達爾則在紅土以14勝2負絕對優勢。在年終賽費德勒以4勝1負領先。他們彼此的對戰是他們生涯中最重要的部分。
從2005年7月到2009月8月，他們便開始包攬世界前二，他們是男子中唯一一對，連續四年維持前二種子的位置，費德勒從2004年2月到2008年8月，一直佔據世界第一位置長達237週。納達爾比他年輕五歲，從2005年7月竄升到世界第二在位時間達創歷史紀錄的160週，直到2008年8月才擠下費德勒，首度登上球王寶座。
他們的比賽有23場在決賽交手，包括了9次大滿貫冠軍戰。澳網部分，兩人各拿1冠；法網部分，納達爾5比0；溫網部分費德勒3勝1敗 ；打到第5盤時，費德勒3勝1敗，其中2008年溫網決賽和2017年澳網決賽被認為是史上最經典的比賽。
美國網球公開賽是费德勒與納達爾從來沒有交手過的大滿貫系列賽。在2004至2009年，他連續六年闖入美網決賽，並獲得五座冠軍，納達爾未能進入決賽，其中在2009年美網決賽，费德勒有機會締造前所未有的連續六年獲得美網冠軍的紀錄，卻敗給在準決賽解決納達爾的胡安·馬丁·德爾波特羅，後者是能連續擊敗費納的第一人（諾瓦克·喬科維奇於2011年也達成此項紀錄），不過在2010、2011年、2013年與2017年，卻呈現相反的情況，費德勒在這四屆美網進入決賽前就提前出局，納達爾卻反而在四屆美網闖入決賽，並獲得三座冠軍。費德勒與納達爾，兩人都有在不同場地的大滿貫奪標（納達爾奪得2008年法網、2008年溫布頓、2009年澳網和費德勒奪得2008年美網、2009年法網、2009年溫布頓）。

### 對穆雷
費德勒和穆雷有25次正式交手紀錄（前16次都在硬地），職業生涯對戰為14勝11負。費德勒在三場大滿貫決賽（2008年美網、2010年澳網、2012年温網）和一場大滿貫半準決賽擊敗穆雷（2014年澳網）﹔另外他們5次在ATP世界巡迴賽總決賽中交手，費德勒亦以4勝1負的戰績占得上風（費德勒在2009年、2010年、2012年、2014年勝出，梅利在2008年勝出）。但是穆雷在大師賽以6勝2負遙遙領先，而且還在2012年奧運決賽和一場大滿貫準決賽（2013年澳網）擊敗費德勒。但梅利在2013年下半季接受手術治療背傷後，2014年賽季狀態下滑，世界排名一度跌出前十，而該賽季三次面對費達拿皆負，令後者在對戰紀錄上得以反超前。2015年溫布頓，費德勒以回春之姿直落三盤擊敗穆雷晉級決賽。

### 對羅迪克
費德勒和羅迪克有24次正式交手紀錄，職業生涯對戰為21勝3負。費德勒在四場大滿貫決賽（2004、2005、2009年溫網和2006年美網）擊敗羅迪克。在2004年2月2日，費德勒取代羅迪克成為世界第一，為網球史上最長連續237週數的紀錄。儘管羅迪克對上費德勒只有三次勝利，但他們的最後一次交手（2012年邁阿密大師賽）則由前者勝出。而羅迪克亦與費德勒一樣，從2002年到2011年期間，每年維持在世界前十的位置。羅迪克已於2012年退役。

### 對休伊特
費德勒和休伊特有27次正式交手紀錄，職業生涯對戰為18勝9負。在早期職業生涯，休伊特對費德勒的交手戰績占上風，最初九次交手，費德勒只勝出了兩次，不過2004年之後，費德勒則風水輪流轉在最近18次交手中，勝出了16次，他們的交手從1996年青少年時期便開始。費德勒在一場大滿貫決賽（2004年美網）擊敗休伊特。另外在大滿貫交手八次，費德勒全部勝出，其中勝出的六次都在最後進入決賽並奪得大滿貫冠軍。

### 對薩芬
費德勒和薩芬有12次正式交手紀錄，職業生涯對戰為10勝2負。費德勒在一場大滿貫決賽擊敗薩芬（2004年澳網）。不過隨即在2005年澳網四強，鏖戰五盤負於薩芬，宣告衛冕失敗，也中止對世界排名前十球員的單打24場連勝紀錄，不過之後到薩芬退役前的四次交手（包含2008年溫網、2009年澳網），費德勒便再未嘗一敗。

### 對纳尔班迪安
費德勒和纳尔班迪安有19次正式交手紀錄，職業生涯對戰為11勝8負。以過往的對戰紀錄來說，兩人的勝負較為接近，沒有出現一面倒的優勢，纳尔班迪安曾是費德勒生涯中最主要的對手，他們在青少年時期都有傑出的表現，費德勒奪得1998年溫布頓青少年組冠軍而纳尔班迪安奪得同年美網青少年組冠軍（在決賽中擊敗費德勒）。在他們轉為職業選手後，纳尔班迪安曾連續擊敗費德勒五次（2002–2003年）。2005年上海大師盃，這是他們最讓人印象深刻的一場比賽，那時纳尔班迪安已經連續四次敗給費德勒，而且在落後兩盤的絕對劣勢中，之後纳尔班迪安竟然成功扳回兩盤，最後在第5盤搶七決勝局中逆轉戰勝費德勒，這場比賽開始前，費德勒在2005年的戰績是81勝3負，假如費德勒這場比賽獲得勝利，將追上約翰·麥肯羅在1984年創造的82勝3負紀錄，結果費德勒無緣追平此項紀錄。納爾班迪安於2013年退役。

### 對貝爾迪赫
費德勒和貝爾迪赫有26次正式交手紀錄，職業生涯對戰為20勝6負。費德勒在硬地為9勝5負，草地為2勝1負，紅土為4勝0負，在地毯1勝0負。2004年夏季奧運會世界第一的費德勒在第二輪被貝爾迪赫擊敗，貝爾迪赫贏得了他們的第一個專業比賽。但費德勒繼續贏得他們的接下來的8次比賽，貝爾迪赫也結束了在2010年的連勝。在2010年和2013年之間，貝爾迪赫與費德勒8次對戰贏得5次。費德勒在2014年切換到一個更大的球拍，以負荷像貝爾迪赫這樣的球員。他們在大滿貫比賽中相遇了七次，費德勒已5-2領先，貝爾迪赫與其他五名球員，阿諾·克萊門特，亚历克斯·科雷查，大卫·纳尔班迪安和若-威尔弗里德·特松加，都曾經在賽季打敗費德勒到半決賽。最引人注目的大滿貫比賽發生在2009年澳洲網球公開賽，當時費德勒在落後的前兩盤連趕三盤逆轉，但2010年溫布頓網球錦標賽貝爾迪赫已4盤擊敗費德勒和2012年美國網球公開賽已5盤擊敗費德勒。貝蒂奇在2010年溫布頓網球錦標賽決賽中取得唯一一次大滿貫冠亞軍賽門票，取得了重大成績，結束了費德勒在溫布頓網球錦標賽連續七屆總決賽的紀錄。

### 對瓦林卡
費德勒和瓦林卡有23次正式交手紀錄，職業生涯對戰為20勝3負。費德勒在大滿貫6勝1負，在硬地為15勝0負，在草地為1勝0負，在紅土為4勝3負，決賽則以1勝1負打成平手。2014年蒙地卡羅大師賽的決賽，瓦林卡以三盤打敗費德勒贏得他的第一個大師賽 。瓦林卡在2015年法国网球公开赛八強直落三戰勝了費德勒，以贏得他的第一次法国网球公开赛冠軍，之後2015年美國網球公開賽費德勒在半決賽中直落三戰勝了瓦林卡。2017年澳洲網球公開賽半決賽中費德勒五盤再次擊敗瓦林卡。其他的比賽包括2012年上海大師賽、2013和2017年印第安维尔斯大师赛，費德勒贏得了四次。2014年溫布頓網球錦標賽，費德勒以四盤贏得了比賽。2014年ATP世界巡迴賽總決賽，費德勒再以三盤擊敗瓦林卡。儘管他們在場上的對抗，但他們在場外是親密朋友，他們也常多次合作雙打，尤其是2008年北京奧運會和2014年台維斯盃都贏得冠軍。

## 技術分析
费德勒早年是一位以發球上網型為主的球員，早年的成績並不太突出。直至在2001年溫網第四輪中，一鳴驚人地击败前球王桑普拉斯令大眾關注。2003年溫網中更以發球上網打法首奪男單錦標。
由於他具有良好的底線相持、預判、接發球、截擊、切球上網等獨特的打法技術，以及協調性、平衡感、搶七能力和高心理素質等等特性，在2003年大師盃前夕，他決心改以底線進攻型打法直至現在，奠定他在男子網球壇霸主地位。
費達拿為現今全面型球員的代表，也是被公認為能適合任何場地、任何比賽節奏、任何類型球手的球員，不管發球上網還是底線抽球皆有一流的水準，所以他在草地、硬地擁有超然的成績，因而創造溫網和美網的男單五連冠紀錄；他在紅土球場亦有一流的水準，故因此拿到一屆法網冠軍及四屆的法網亞軍，及11個ATP紅土賽事的男單冠軍。
他的正手被約翰·馬克安諾稱為「網球史上最佳正手」，比賽時他的正手是他的主要進攻武器。單手反手拍令費達拿擁有更大的靈活性，無論切球、上旋球或強力抽擊都控制自如，比賽時主要用於調整節奏及調動對手。他的切球是看情況使用，將對手引誘到網前，隨後再一記穿越球得分。他也發動上旋制勝球和擁有靈巧的反拍，藉由手腕的巧勁製造他想要的球路，常常運用來穿越在網前的對手，他的發球的隱藏性極高，旋轉強，變化多，時速大概為200公里（125英里），個人紀錄則為時速220公里（137英里），他往往能在關鍵分時發出高質量的球，他的放短球技術達至爐火純青的境界。他的打球姿勢有別於眾多的力量型球員，並不是孔武有力，卻是簡潔、流暢。他身體擊球的動作不大，往往可以以極小的移動擊出變化極大的球，令對手無從適應。他的協調性與平衡感也異於其他球員，能夠準確預測球路，製造出不可思議的制勝球。他輕盈獨特的步法，亦令他能在場上可面對任何對手，德國球手托米·哈斯就指出他的步法，大概是網球史上數一數二好的人之一。他的其中一項技術是從底線使用半截擊，使他打靠近底線的球和它們的彈跳之後擊球時間點（儘管較深）非常早，因此減少對手的反應時間。2009年以後，他也有增加在比賽中放短球的頻率和無論是正手或反手使用隱蔽性很高。他也能使用跨下擊球，在2009年美網四強與喬科維奇交手，運用此手法為他帶來賽末點、在2010年美網、上海大師賽和2011年卡塔爾公開賽也有出現。2010年後半年，他受到教練保羅·安納干尼的指導下，在回發球時傾向使用切球上網的戰術。2015年賽季中段開始，他傾向走至發球線前去接與回擊對手的二發；訪問中得知，此新武器是他於練習時無意中使用，卻遭教練鼓勵用於大賽上作攻擊武器，並取名SABR（Sneaky Attack By Roger）。

## 球場外的活動

### 裝備與贊助
費德勒曾使用BLX的網球拍，這支球拍的特徵是由拍面約90吋是為較小的擊球點，拍弦的重量達到12.5盎司和拍框寬度17毫米。他的握拍大小約4 3/8吋。費德勒採用的球線磅數約在24到28公斤，直線採用製造威爾森天然腸線16規格和橫線是採用16L規格（聚酯），當被問到有關球線磅數時，費德勒表示：「這取決於天氣多溫暖、我當時的打法和我與誰對決。所以你會知道 – 這取決於許多因素和不只是場地；我所感受的觸感是最重要的。」然而，2013年，費達拿的戰績下滑，令他決定測試拍面較大的97吋球拍，並在2014年賽季正式改用。
費德勒是世界上收入最高的運動員之一，他的名字多次出現在富比士體壇收入排行榜的前列，2020年的年收是106,300,000美元，排名第1。
1994年至2018年，費達拿和耐克有球鞋與服裝的合約。在2006年溫網，耐克用三支球拍用來裝飾在上衣，象徵奪得三座溫網冠軍，奪得2006年溫網後隔年增加至四支球拍。在2008和2009年溫網，耐克為他設計個人化的羊毛杉持續傾向這種風格。2018年7月，費達拿和Uniqlo簽約。他有自己的標誌，為「R」和「F」結合在一起。費德勒為吉列、Jura、NetJets、勞力士、艾美、酩悅、瑞信等企業代言產品。在2009年開始擔任知名巧克力公司瑞士蓮的品牌大使。在2010年他從代言中國賓士，因此繼續延長自全球賓士合作關係協定。

### 慈善活動
2003年10月，费德勒開始了以自己名字命名的男性化粧品的事業。2003年12月，费德勒成立罗杰·费德勒基金会，幫助非洲貧困、幼兒死亡率高國家的兒童受教育，以及促進瑞士青年體育發展。2005年，他義賣美網冠軍戰使用過的球拍，其善款提供給卡特里娜罹難者的家屬。2006年，被聯合國兒童基金會指定為親善大使，之後，他拜訪南非和泰米尔纳德邦，後者是印度其中一塊受到2004年南亞大海嘯侵襲的區域。他也再成為聯合國兒童基金會的公眾大使為社會大眾宣導愛滋病，也響應2010年海地地震的賑災活動，費德勒與其他著名球員放棄最後一天2010年澳洲網球公開賽的練習時間來參與這項特別的慈善活動，被稱為Hit For Haiti，所獲得的善款，其用來提供給海地地震罹難者的家屬，2010年澳網期間贊助商提供的新球拍，賽事結束後便進行義賣。同年2月，他到訪東非國家埃塞俄比亞，視察他的基金會和資助當地興建三間學校；他在世界經濟論壇被提名最年輕全球領導獎項，這是他對於領導、成就、貢獻社會的肯定。同年11月，他和拿度分別在瑞士蘇黎世和西班牙馬德里舉行兩場名為「為非洲而戰」的慈善賽，門票收益分別撥入費達拿和拿度的基金會。2011年1月，費德勒再次號召多位著名球員，比照去年海地的賑災活動，在澳網之前為澳洲昆士蘭洪水的受災居民舉行慈善表演賽。2014年12月，費達拿聯同華連卡再次在蘇黎世舉辦「為非洲而戰」慈善賽，這場賽事的門票收益則全數撥入費達拿的基金會。影響方面，費達拿於2007年入選時代百大人物榜﹔2011年9月一份關於全球名人聲望的調查報告，費達拿排名第二，僅次於南非國父曼德拉﹔2013年福布斯百大名人榜，費達拿則名列第八位。

## 評價
費德勒不論在網壇或其他領域，廣泛受到其他體育名人正面的評價。
：「最佳球員是贏得大滿貫次數、奪取錦標數目、成為世界排名第一年次數的組合，費德勒全部都有了。」
皮特·山普拉斯：「費德勒就是我心目中史上最佳、最偉大的球員。或者有人會說是拉沃，拿度亦曾多次在大滿貫決賽擊敗過他，但費達拿已贏過所有大滿貫冠軍，我認為他還可贏更多，所以我認為他是最偉大！」、「即使狀態不好時，他也能夠找到辦法贏得比賽，正是這種能力將他和其他所有人區別開來。」
：「贏了15座大滿貫（費達拿破紀錄奪15項大滿貫後說的），他是網壇中最偉大的球員，他做到了，實在非常了不起！」
安迪·羅迪克：「我要祝賀費德勒，他是真正的冠軍。」
伊万·柳比契奇：「21世紀以來男網頂尖選手做的事都一樣。我們努力而勇敢地殺入決賽，然後輸給一個叫費德勒的人。」
馬拉特·薩芬：「沒有費德勒參加的比賽，拿了冠軍也沒意思。」
：「自公開賽年代以來，你可以是一名泥地賽專家，或硬地賽專家，或草地專家...要不然你就是費達拿（才可在任何場地都達到爐火純青的境界）。」
安迪·穆雷：「我可以像他一樣地痛哭一場（費達拿在2009年澳网決賽敗於拿度後在致辭時痛哭），但遺憾的是我不能打出像他一樣出色的網球。」
安德烈·阿加西：「很多網球選手都有缺點，費德勒的缺點就是他沒有缺點（阿加西在2005年美网決賽敗於費達拿，發表亞軍致辭時）。」
蒂姆·亨曼：「如果你同時擁有以下球員的技術，例如：羅迪克的發球、阿加西的接發球、我的網前截擊和休伊特的跑動，也許你會在他面前有點機會可以擊敗他。」
拉斐爾·納達爾：「雖然我拿到了冠軍，但我知道對面站著的是這世界上最強的網球選手。」
：「他創造的所有紀錄都是難以置信。連續23次打入大滿貫四強，在目前排名前20球員，甚至沒有一個球員能連續參加23次大滿貫，加上平均每年兩個大滿貫進賬，簡直是不可思議。他照顧得自己非常好，相信仍可很多年保持着最佳水準，能看到他比賽確實很幸運。」
：「我曾與很多偉大球員比賽過，包括約翰·馬克安諾、皮特·山普拉斯、阿加斯及埃德贝里等人，但沒有能達到費達拿的成就，他在大滿貫比賽，總是能與衆不同。」
大衛·費雷爾：「我是個工兵型選手，而他是王者氣質，如足球場上的。」
薩曼莎·斯托瑟：「我想除了費達拿之外，沒有太多人可以做到完美無缺。」
帕蒂·施尼德：「費德勒讓網球變得容易了，他總能在關鍵分上，提升最佳的狀態，而隨後有機會擊敗難纏的對手，所以使人印象深刻。」
湯瑪斯·貝迪治﹕「昔日的羅傑又回來了，那個曾經在一年內百戰百勝的人，讓我們只能等著他失誤來得分，比如等著他不小心把球打在手指或手上。」
大衛·福斯特·華萊士：「費德勒有卓越的速度，正拍動作是流暢和冷酷，像『一隻可收放自如的鞭子』。」
諾瓦克·喬科維奇 ：「他是有史以來『最偉大的球員』，已經沒有更好的言詞來形容他了！與他對戰一直激勵著我成為更好的球員。」

## 特殊紀錄

### 大滿貫及其他特殊紀錄
- 費德勒在其網球生涯中締造了許多紀錄，以下列出其中最具代表性的紀錄：
- 粗體為紀錄保持者：
- 斜體為還在延續的紀錄：

| 時間範圍                 | 大滿貫特殊紀錄        | 球員達成                                              |
| ------------------------ | --------------------- | ----------------------------------------------------- |
| 2003年溫網 — 2018年澳網  | 獲得20座冠軍          | 拉斐爾·納達爾                                         |
| 2003年溫網 — 2009年法網  | 完成職業大滿貫        | 羅德·拉沃 安德烈·阿加西 拉斐爾·納達爾 諾瓦克·喬科維奇 |
| 2003年溫網 — 2018年澳網  | 30次進入決賽          | 紀錄保持者                                            |
| 2005年溫網 — 2007年美網  | 連續十次進入決賽      | 紀錄保持者                                            |
| 2004年溫網 — 2010年澳網  | 連續23次進入四強      | 紀錄保持者                                            |
| 2004年溫網 — 2013年法網  | 連續36次進入八強      | 紀錄保持者                                            |
| 2006 — 2007              | 連續兩年獲得三座冠軍  | 紀錄保持者                                            |
| 2004與2006 — 2007        | 三年獲得三座大滿貫    | 紀錄保持者                                            |
| 2004 — 2007              | 連續四年獲得兩座冠軍  | 紀錄保持者                                            |
| 2004 — 2007、2009 & 2017 | 六年度獲得兩座冠軍    | 紀錄保持者                                            |
| 2003 — 2010              | 連續八年獲得冠軍      | 比约恩·博里 皮特·桑普拉斯 拉斐爾·納達爾               |
| 2003年溫網 — 2006年澳網  | 首七次進入決賽不敗    | 紀錄保持者                                            |
| 2004年澳網 — 2010年美網  | 連續七年有20勝場      | 伊万·伦德尔                                           |
| 2006年美網 — 2007年法網  | 連勝36盤              | 紀錄保持者                                            |
| 2006年、2007年           | 一年内大满贯27个胜场  | 諾華克·祖高域                                         |
| 1999年法网 — 2012年温网  | 大满贯累计5544个胜局  | 纪录保持者                                            |
| 2007年美網               | 連得35發球分          | 紀錄保持者                                            |
| 2007年美網               | 單場賽事獲得240萬美元 | 紀錄保持者                                            |
| 2009年溫網               | 決賽發出50記Ace       | 紀錄保持者                                            |
| 2000年澳网 — 2018年澳網  | 大满贯328个胜场       | 纪录保持者                                            |
| 2004年澳網 — 2018年澳網  | 十一个硬地大满贯冠军  | 紀錄保持者                                            |
| 2000年澳網 — 2016年澳網  | 連續65次參賽          | 紀錄保持者                                            |
| 2004年法網 — 2008年溫網  | 連續18次第一種子      | 紀錄保持者                                            |

| 大滿貫 | 時間範圍                                  | 單項大滿貫紀錄 | 球員達成 |
| ------ | ----------------------------------------- | -------------- | --- |
| 澳網   | 2004 — 2018                               | 六座冠軍       | 諾華克·祖高域 罗杰·费德勒                                                                                               |
| 澳網   | 2004 — 2010                               | 七年內四座冠軍 | 諾華克·祖高域 |
| 澳網   | 2004 — 2007                               | 四年內三座冠軍 | 安德烈·阿加西 諾華克·祖高域                                                                                             |
| 澳網   | 2006 — 2007, 2017 — 2018                  | 連續兩年冠軍   | 肯·罗斯威尔 吉列爾莫·維拉斯 約翰·克里克 马茨·维兰德 斯特凡·埃德贝里 伊万·伦德尔 吉姆·考瑞尔 安德烈·阿加西 諾華克·祖高域 |
| 澳網   | 2004 — 2018                               | 七次決賽       | 紀錄保持者 |
| 澳網   | 2004 — 2014                               | 連續十一年四強 | 紀錄保持者 |
| 澳網   | 2007                                      | 不失一盤奪冠   | 肯·罗斯威尔 |
| 法網   | 2006 — 2009                               | 連續四年決賽   | 比约恩·博里 伊万·伦德尔 拉斐爾·拿度                                                                                     |
| 法網   | 2006 — 2008、2011                         | 四座亞軍       | 紀錄保持者 |
| 法網   | 2006 — 2008                               | 連續三年亞軍   | 紀錄保持者 |
| 法網   | 2005 — 2009                               | 連續五年四強   | 紀錄保持者 |
| 溫網   | 2003 — 2007                               | 連續五年冠軍   | 比约恩·博里 |
| 溫網   | 2003 — 2009、2012、2014、2015、2017、2019 | 十二年決賽     | 紀錄保持者 |
| 溫網   | 2003 — 2007、2009、2012、2017             | 八座冠軍       | 紀錄保持者 |
| 溫網   | 2003 — 2009                               | 連續七年決賽   | 紀錄保持者 |
| 溫網   | 2003 — 2009                               | 連續七年四強   | 紀錄保持者 |
| 美網   | 2004 — 2008                               | 五座冠軍       | 吉米·康诺尔斯 皮特·桑普拉斯 罗杰·费德勒                                                                                 |
| 美網   | 2004 — 2008                               | 連續五年冠軍   | 紀錄保持者 |
| 美網   | 2004 — 2009                               | 40場比賽連勝   | 紀錄保持者 |

| 時間範圍                     | 其他特殊紀錄                   | 球員達成                      |
| ---------------------------- | ------------------------------ | ----------------------------- |
| 2004年2月2日 — 2008年8月17日 | 連續237週排名世界第一          | 紀錄保持者                    |
| 2004年2月2日 —               | 累積310週排名世界第一          | 紀錄保持者                    |
| 1998年 — 2015年              | 累積1000場單打勝仗             | 吉米·康諾斯 伊萬·倫德爾       |
| 2003年10月 — 2005年1月       | 與世界排名前十球手對戰26連勝   | 紀錄保持者                    |
| 2002 — 2017                  | 最多硬地賽事勝利（67座）       | 紀錄保持者                    |
| 2002 — 2017                  | 最多草地賽事勝利（17座）       | 紀錄保持者                    |
| 2005 — 2006                  | 連續56場硬地比賽勝利           | 紀錄保持者                    |
| 2003 — 2008                  | 連續65場草地比賽勝利           | 紀錄保持者                    |
| 2003 — 2005                  | 連續24場決賽勝利               | 紀錄保持者                    |
| 2006                         | 單一賽季進入決賽率為94.12%     | 紀錄保持者                    |
| 2005 — 2006                  | 兩賽季比賽勝率為95.05%         | 紀錄保持者                    |
| 2004 — 2006                  | 三賽季比賽勝率為94.27%         | 紀錄保持者                    |
| 2004 — 2007                  | 四賽季比賽勝率為92.92%         | 紀錄保持者                    |
| 1998年 — 2017年              | 累積10000記Ace                 | 伊沃·卡洛維奇 戈蘭·伊雲尼斯域 |
| 2002 — 2015                  | 連續十四年入圍年終賽           | 紀錄保持者                    |
| 2003 — 2011                  | 六座ATP年終賽冠軍              | 紀錄保持者                    |
| 2007                         | 單一賽季獲得千萬美元           | 拉斐爾·納達爾 諾瓦克·喬科維奇 |
| 2002 — 2012                  | 33項大師系列賽進入決賽         | 紀錄保持者                    |
| 2005 — 2006                  | 連續29場大師系列賽勝利         | 紀錄保持者                    |
| 2002 — 2011                  | 全部大師系列賽都進入过決賽     | 諾瓦克·喬科維奇               |
| 2006 — 2015                  | 單一賽事連續十年晉級決賽       | 紀錄保持者                    |
| 2004 — 2014                  | 全部硬地大師系列賽都曾奪得冠軍 | 紀錄保持者                    |
| 2001 — 2015                  | 連續十五年有冠軍進賬           | 紀錄保持者                    |
| 2004 — 2012                  | 連續三屆在奧運會維持世界第一   | 紀錄保持者                    |
| 2005 — 2007                  | 連續三年在日曆年維持世界第一   | 紀錄保持者                    |
| 2005 — 2007                  | 三日曆年為世界第一             | 吉米·康诺斯                   |

### 歷年世界排名

#### ATP單打年終世界排名
| 年份                     | 1998 | 1999 | 2000 | 2001 | 2002 | 2003 | 2004 | 2005 | 2006 | 2007 | 2008 | 2009 | 2010 | 2011 | 2012 | 2013 | 2014 | 2015 | 2016 | 2017 | 2018 | 2019 | 2020 |
| ------------------------ | ---- | ---- | ---- | ---- | ---- | ---- | ---- | ---- | ---- | ---- | ---- | ---- | ---- | ---- | ---- | ---- | ---- | ---- | ---- | ---- | ---- | ---- | ---- |
| ATP男子單打 年終世界排名 | 301  | 64   | 29   | 13   | 6    | 2    | 1    | 1    | 1    | 1    | 2    | 1    | 2    | 3    | 2    | 6    | 2    | 3    | 16   | 2    | 3    | 3    | 5    |

#### 310週ATP單打世界排名第一
| 球王任期                      | 前任球王 | 繼任球王 | 連續週數 | 累積週數 |
| ----------------------------- | -------- | -------- | -------- | -------- |
| 2004年2月2日 - 2008年8月17日  | 罗迪克   | 納達爾   | 237週    | 237週    |
| 2009年7月6日 - 2010年6月6日   | 納達爾   | 納達爾   | 48週     | 285週    |
| 2012年7月9日 - 2012年11月4日  | 喬科維奇 | 喬科維奇 | 17週     | 302週    |
| 2018年2月19日 - 2018年4月1日  | 納達爾   | 納達爾   | 6週      | 308週    |
| 2018年5月14日 - 2018年5月20日 | 納達爾   | 納達爾   | 1週      | 309週    |
| 2018年6月18日 - 2018年6月24日 | 納達爾   | 納達爾   | 1週      | 310週    |

## 獲獎
以下列出費德勒最具代表性的獎項：
- 勞倫斯體育獎：年度最佳男子運動員（2005–2008年、2018年）[270][271][272][註 17]（依前一年表現）
- 劳伦斯体育奖：最佳复出奖（2018年）[273]
- ATP年度最佳球員獎（2004–2007年、2009年）[274][註 18]
- ATP最受歡迎球員獎（單打）[註 19]（2003–2021年）
- ATP最佳復出獎（2017年）[275]
- 埃德贝里運動精神獎（2004–2009年、2011–2017年）[註 20]
- 亞瑟·阿什人道主義獎（2006年、2013年）[註 21]
- 瑞士年度最佳男運動員（2003年、2004年、2006年、2007年、2012年、2014年、2017年）[276]
- 2018年美國《網球雜誌》評出最偉大的50位球員中的男子第1位[277]

## 生涯統計

### 大滿貫與年終賽年表
指引：
| W | F | SF | QF | #R | RR | LQ (Q#) | A | P | Z# | PO | SF-B | F-S | G | NMS | NH | NQ |

W：冠軍；F：亞軍；SF：四強；QF：八強；#R：前四輪；RR：小組賽；LQ：止步資格賽；A：缺席；P：比赛延期；Z#：戴维斯杯/联合会杯组别赛（#表示级别）；PO：參與戴維斯盃/联合会杯附加赛；SF-B：奧運會銅牌；F-S：奧運會銀牌；G：奧運會金牌；NMS：非ATP1000大師賽系列；NH：該賽事本年度未舉行；NQ：未入圍。
| 賽事             | 1999 | 2000 | 2001 | 2002 | 2003 | 2004 | 2005 | 2006 | 2007 | 2008 | 2009 | 2010 | 2011 | 2012 | 2013 | 2014 | 2015 | 2016 | 2017 | 2018 | 2019 | 2020 | 2021 | 奪冠率  | 勝-負  | 勝率 |
| ---------------- | ---- | ---- | ---- | ---- | ---- | ---- | ---- | ---- | ---- | ---- | ---- | ---- | ---- | ---- | ---- | ---- | ---- | ---- | ---- | ---- | ---- | ---- | ---- | ------- | ------ | ---- |
| 澳洲網球公開賽   | Q1   | 3R   | 3R   | 4R   | 4R   | W    | SF   | W    | W    | SF   | F    | W    | SF   | SF   | SF   | SF   | 3R   | SF   | W    | W    | 4R   | SF   | A    | 6 / 21  | 102–15 | 87%  |
| 法國網球公開賽   | 1R   | 4R   | QF   | 1R   | 1R   | 3R   | SF   | F    | F    | F    | W    | QF   | F    | SF   | QF   | 4R   | QF   | A    | A    | A    | SF   | A    | 4R   | 1 / 19  | 73–17  | 80%  |
| 溫布頓網球錦標賽 | 1R   | 1R   | QF   | 1R   | W    | W    | W    | W    | W    | F    | W    | QF   | QF   | W    | 2R   | F    | F    | SF   | W    | QF   | F    | NH   | QF   | 8 / 22  | 105–14 | 89%  |
| 美國網球公開賽   | Q2   | 3R   | 4R   | 4R   | 4R   | W    | W    | W    | W    | W    | F    | SF   | SF   | QF   | 4R   | SF   | F    | A    | QF   | 4R   | QF   | A    | A    | 5 / 19  | 89–14  | 86%  |
| 勝-負            | 0–2  | 7–4  | 13–4 | 6–4  | 13–3 | 22–1 | 24–2 | 27–1 | 26–1 | 24–3 | 26–2 | 20–3 | 20–4 | 19–3 | 13–4 | 19–4 | 18–4 | 10–2 | 18–1 | 14–2 | 18–4 | 5–1  | 7–1  | 20 / 81 | 369–60 | 86%  |
| ATP年終總決賽    | NQ   | NQ   | NQ   | SF   | W    | W    | F    | W    | W    | RR   | SF   | W    | W    | F    | SF   | F    | F    | NQ   | SF   | SF   | SF   | A    | NQ   | 6 / 17  | 59–17  | 78%  |

### 大滿貫決賽

#### 冠軍（20）
| 年份 | 比賽                 | 場地 | 決賽對手   | 對手國籍   | 勝方比分                    |
| ---- | -------------------- | ---- | ---------- | ---------- | --------------------------- |
| 2003 | 溫布頓網球錦標賽     | 草地 | 菲利浦西斯 | 澳大利亚   | 7–65、6–2、7–63             |
| 2004 | 澳洲網球公開賽       | 硬地 | 萨芬       | 俄羅斯     | 7–63、6–4、6–2              |
| 2004 | 溫布頓網球錦標賽 (2) | 草地 | 罗迪克     | 美國       | 4–6、7–5、7–63、6–4         |
| 2004 | 美國網球公開賽       | 硬地 | 休威特     | 澳大利亚   | 6–0、7–63、6–0              |
| 2005 | 溫布頓網球錦標賽 (3) | 草地 | 罗迪克     | 美國       | 6–2、7–62、6–4              |
| 2005 | 美國網球公開賽 (2)   | 硬地 | 阿格西     | 美國       | 6–3、2–6、7–61、6–1         |
| 2006 | 澳洲網球公開賽 (2)   | 硬地 | 巴格达蒂斯 | 塞浦路斯   | 5–7、7–5、6–0、6–2          |
| 2006 | 溫布頓網球錦標賽 (4) | 草地 | 纳达尔     | 西班牙     | 6–0、7–65、62–7、6–3        |
| 2006 | 美國網球公開賽 (3)   | 硬地 | 罗迪克     | 美國       | 6–2、4–6、7–5、6–1          |
| 2007 | 澳洲網球公開賽 (3)   | 硬地 | 冈萨雷斯   | 智利       | 7–62、6–4、6–4              |
| 2007 | 溫布頓網球錦標賽 (5) | 草地 | 纳达尔     | 西班牙     | 7–67、4–6、7–63、2–6、6–2   |
| 2007 | 美國網球公開賽 (4)   | 硬地 | 喬科维奇   | 塞尔维亚   | 7–64、7–62、6–4             |
| 2008 | 美國網球公開賽 (5)   | 硬地 | 穆雷       | 英國       | 6–2、7–5、6–2               |
| 2009 | 法國網球公開賽       | 紅土 | 索德靈     | 瑞典       | 6–1、7–61、6–4              |
| 2009 | 溫布頓網球錦標賽 (6) | 草地 | 罗迪克     | 美國       | 5–7、7–66、7–65、3–6、16–14 |
| 2010 | 澳洲網球公開賽 (4)   | 硬地 | 穆雷       | 英國       | 6–3、6–4、7–611             |
| 2012 | 溫布頓網球錦標賽 (7) | 草地 | 穆雷       | 英国       | 4–6、7–5、6–3、6–4          |
| 2017 | 澳洲網球公開賽 (5)   | 硬地 | 纳达尔     | 西班牙     | 6–4、3–6、6–1、3–6、6–3     |
| 2017 | 溫布頓網球錦標賽 (8) | 草地 | 丘里奇     | 克羅埃西亞 | 6–3、6–1、6–4               |
| 2018 | 澳洲網球公開賽 (6)   | 硬地 | 丘里奇     | 克羅埃西亞 | 6–2、65–7、6–3、3–6、6–1    |

#### 亞軍（11）
| 年份 | 比賽             | 場地 | 決賽對手   | 對手國籍 | 勝方比分                     |
| ---- | ---------------- | ---- | ---------- | -------- | ---------------------------- |
| 2006 | 法國網球公開賽   | 紅土 | 纳达尔     | 西班牙   | 1–6、6–1、6–4、7–64          |
| 2007 | 法國網球公開賽   | 紅土 | 纳达尔     | 西班牙   | 6–3、4–6、6–3、6–4           |
| 2008 | 法國網球公開賽   | 紅土 | 纳达尔     | 西班牙   | 6–1、6–3、6–0                |
| 2008 | 溫布頓網球錦標賽 | 草地 | 纳达尔     | 西班牙   | 6–4、6–4、65-7、68–7、9–7    |
| 2009 | 澳洲網球公開賽   | 硬地 | 纳达尔     | 西班牙   | 7–5、3–6、7–63、3–6、6–2     |
| 2009 | 美國網球公開賽   | 硬地 | 德爾波特羅 | 阿根廷   | 3–6、7–65、4–6、7–64、6–2    |
| 2011 | 法國網球公開賽   | 紅土 | 纳达尔     | 西班牙   | 7–5、7–63、5–7、6–1          |
| 2014 | 溫布頓網球錦標賽 | 草地 | 喬科维奇   | 塞尔维亚 | 67–7、6–4、7–64、5–7、6–4    |
| 2015 | 溫布頓網球錦標賽 | 草地 | 喬科维奇   | 塞尔维亚 | 7–61、610–7、6–4、6–3        |
| 2015 | 美國網球公開賽   | 硬地 | 喬科维奇   | 塞尔维亚 | 6–4、5–7、6–4、6–4           |
| 2019 | 溫布頓網球錦標賽 | 草地 | 喬科维奇   | 塞尔维亚 | 7–65、1–6、7–64、4–6、13–123 |

### 年終總決賽

#### 冠軍（6）
| 年份 | 賽事 | 場地     | 決賽對手 | 勝方比分       |
| 2003 | 上海 | 室內硬地 | 阿格西   | 6–3、6–0、6–4  |
| 2004 | 上海 | 室內硬地 | 休威特   | 6–3、6–2       |
| 2006 | 上海 | 室內硬地 | 布雷克   | 6–0、6–3、6–4  |
| 2007 | 上海 | 室內硬地 | 費雷爾   | 6–2、6–3、6–2  |
| 2010 | 倫敦 | 室內硬地 | 納達爾   | 6–3、3–6、6–1  |
| 2011 | 倫敦 | 室內硬地 | 松加     | 6–3、66–7、6–3 |

#### 亞軍（4）
| 年份 | 賽事 | 場地     | 決賽對手   | 勝方比分                    |
| 2005 | 上海 | 室內硬地 | 納爾班迪安 | 64–7、611–7、6–2、6–1、7–63 |
| 2012 | 倫敦 | 室內硬地 | 喬科維奇   | 7–66、7–5                   |
| 2014 | 倫敦 | 室內硬地 | 喬科維奇   | 赛前退赛                    |
| 2015 | 倫敦 | 室內硬地 | 喬科維奇   | 6–3、6–4                    |

## 戰績表

### 四大滿貫及年終賽單打戰績
四大滿貫及ATP年終賽（大師盃）單打戰績、單打奪冠總數、年度勝負、年終競賽積分、年終排名積分、單季總獎金
| 賽事 | 澳網   | 法網   | 溫布頓 | 美網   | 年終總決賽     | 年度 勝-負 | 單打 冠軍 | 年終 競賽 積分 | 年終 排名 積分 | 年終 排名 | 單季獎金 （美元） |
| ---- | ------ | ------ | ------ | ------ | -------------- | ---------- | --------- | -------------- | -------------- | --------- | ----------------- |
| 場地 | 硬地   | 红土   | 草地   | 硬地   | 硬地/ 室內地毯 | 年度 勝-負 | 單打 冠軍 | 年終 競賽 積分 | 年終 排名 積分 | 年終 排名 | 單季獎金 （美元） |
| 1998 | -      | -      | -      | -      | -              | 2-3        | 0         | 未實施         | 119            | 301       | 26,370            |
| 1999 | -      | 第一輪 | 第一輪 | -      | -              | 13-17      | 0         | 未實施         | 749            | 64        | 200,986           |
| 2000 | 第三輪 | 第四輪 | 第一輪 | 第三輪 | -              | 36-30      | 0         | 216            | 1080           | 29        | 458,974           |
| 2001 | 第三輪 | 八強   | 八強   | 第四輪 | -              | 49-21      | 1         | 349            | 1745           | 13        | 773,591           |
| 2002 | 第四輪 | 第一輪 | 第一輪 | 第四輪 | 四強           | 58-22      | 3         | 518            | 2590           | 6         | 1,722,097         |
| 2003 | 第四輪 | 第一輪 | 冠軍   | 第四輪 | 冠軍           | 78-17      | 7         | 875            | 4375           | 2         | 3,877,080         |
| 2004 | 冠軍   | 第三輪 | 冠軍   | 冠軍   | 冠軍           | 74-6       | 11        | 1267           | 6335           | 1         | 6,337,660         |
| 2005 | 四強   | 四強   | 冠軍   | 冠軍   | 亞軍           | 81-4       | 11        | 1345           | 6725           | 1         | 6,110,468         |
| 2006 | 冠軍   | 亞軍   | 冠軍   | 冠軍   | 冠軍           | 92-5       | 12        | 1674           | 8370           | 1         | 8,333,585         |
| 2007 | 冠軍   | 亞軍   | 冠軍   | 冠軍   | 冠軍           | 68-9       | 8         | 1436           | 7180           | 1         | 8,611,510         |
| 2008 | 四強   | 亞軍   | 亞軍   | 冠軍   | 分組賽         | 66-15      | 4         | 1061           | 5305           | 2         | 5,133,080         |
| 2009 | 亞軍   | 冠軍   | 冠軍   | 亞軍   | 四強           | 61-12      | 4         | 不實施         | 10650          | 1         | 6,761,806         |
| 2010 | 冠軍   | 八強   | 八強   | 四強   | 冠軍           | 65-13      | 5         | 不實施         | 7495           | 2         | 6,685,303         |
| 2011 | 四強   | 亞軍   | 八強   | 四強   | 冠軍           | 64-12      | 4         | 不實施         | 8170           | 3         | 5,695,726         |
| 2012 | 四強   | 四強   | 冠軍   | 八強   | 亞軍           | 71-12      | 6         | 不實施         | 10265          | 2         | 7,424,843         |
| 2013 | 四強   | 八強   | 第二輪 | 第四輪 | 四強           | 45-17      | 1         | 不實施         | 4205           | 6         | 2,788,912         |
| 2014 | 四強   | 第四輪 | 亞軍   | 四強   | 亞軍           | 73-12      | 5         | 不實施         | 9700           | 2         | 7,993,989         |
| 2015 | 第三輪 | 八強   | 亞軍   | 亞軍   | 亞軍           | 63-11      | 6         | 不實施         | 8265           | 3         | 7,802,893         |
| 2016 | 四強   | -      | 四強   | -      | -              | 21-7       | 0         | 不實施         | 2130           | 16        | 1,527,269         |
| 2017 | 冠軍   | -      | 冠軍   | 八強   | 四強           | 52-5       | 7         | 不實施         | 9605           | 2         | 11,754,077        |
| 2018 | 冠軍   | -      | 八強   | 第四輪 | 四強           | 48-10      | 4         | 不實施         | 6420           | 3         | 7,599,234         |
| 2019 | 第四輪 | 四強   | 亞軍   | 八强   | 四強           | 53-10      | 4         | 不實施         | 6590           | 3         | 7,634,976         |
| 2020 | 四強   | -      | 取消   | -      | -              | 5-1        | 0         | 不實施         | 6630           | 5         | 714,792           |
| 2021 | -      | 第四輪 | 八強   | -      | -              | 9-4        | 0         | 不實施         | 2385           | 16        | 647,655           |
| 總計 |        |        |        |        |                | 1251-275   | 103       |                |                |           | 130,594,339       |

註：在2009年起的開始實施的新制度下，大滿貫賽和大師賽的排名積分大約漲一倍。而競賽積分制度則被取消。大滿貫冠軍積分為2000分。

### 大師賽（1000賽）單打戰績
2009年以後改稱1000分大師賽
| 舉行地點 | 印第安泉           | 邁阿密       | 蒙地卡羅       | 羅馬       | 馬德里       | 加拿大       | 辛辛那堤       | 上海       | 巴黎       |
| 賽事     | 印第安維爾斯大師賽 | 邁阿密大師賽 | 蒙地卡羅大師賽 | 羅馬大師賽 | 馬德里大師賽 | 加拿大大師賽 | 辛辛那提大師賽 | 上海大師賽 | 巴黎大師賽 |
| -------- | ------------------ | ------------ | -------------- | ---------- | ------------ | ------------ | -------------- | ---------- | ---------- |
| 場地     | 硬地               | 硬地         | 红土           | 红土       | 红土         | 硬地         | 硬地           | 室內硬地   | 室內硬地   |
| 2009     | 準決賽             | 準決賽       | 第三輪         | 準決賽     | 冠軍         | 八強         | 冠軍           | -          | 第二輪     |
| 2010     | 第三輪             | 第四輪       | -              | 第二輪     | 亞軍         | 亞軍         | 冠軍           | 亞軍       | 準決賽     |
| 2011     | 準決賽             | 準決賽       | 八強           | 第三輪     | 準決賽       | 第三輪       | 八強           | -          | 冠軍       |
| 2012     | 冠軍               | 第三輪       | -              | 準決賽     | 冠軍         | -            | 冠軍           | 準決賽     | -          |
| 2013     | 八強               | -            | -              | 亞軍       | 第三輪       | -            | 八強           | 第三輪     | 準決賽     |
| 2014     | 亞軍               | 八強         | 亞軍           | 第二輪     | -            | 亞軍         | 冠軍           | 冠軍       | 八強       |
| 2015     | 亞軍               | -            | 第三輪         | 亞軍       | 第二輪       | -            | 冠軍           | 第二輪     | 第三輪     |
| 2016     | -                  | -            | 八強           | 第三輪     | -            | -            | -              | -          | -          |
| 2017     | 冠軍               | 冠軍         | -              | -          | -            | 亞軍         | -              | 冠軍       | -          |
| 2018     | 亞軍               | 第二輪       | -              | -          | -            | -            | 亞軍           | 準決賽     | 準決賽     |
| 2019     | 亞軍               | 冠軍         | -              | 八強       | 八強         | -            | 第三轮         | 八强       | -          |
| 2020     | 取消               | 取消         | 取消           | -          | 取消         | 取消         | -              | 取消       | -          |
| 2021     | -                  | -            | -              | -          | -            | -            | -              | 取消       | -          |

2008年前的大師賽
| 舉行地點 | 印第安泉 | 邁阿密 | 蒙地卡羅        | 羅馬               | 漢堡        | 加拿大 蒙特利爾/ 多倫多 | 辛辛那堤        | 馬德里        | 巴黎            |
| 賽事     |          | 網球賽 | 蒙地卡羅 大師賽 | 意大利 電訊 大師賽 | 漢堡 大師賽 | 羅傑斯 大師賽           | 西南財團 大師賽 | 馬德里 大師賽 | 巴黎銀行 大師賽 |
| -------- | -------- | ------ | --------------- | ------------------ | ----------- | ----------------------- | --------------- | ------------- | --------------- |
| 場地     | 硬地     | 硬地   | 红土            | 红土               | 红土        | 硬地                    | 硬地            | 室內硬地      | 室內地毯        |
| 1998     | -        | -      | -               | -                  | -           | -                       | -               | -             | -               |
| 1999     | -        | 第一輪 | 第一輪          | -                  | -           | -                       | -               | -             | -               |
| 2000     | -        | 第二輪 | 第一輪          | 第一輪             | 第一輪      | 第一輪                  | 第一輪          | 第二輪        | 第一輪          |
| 2001     | 第一輪   | 八強   | 八強            | 第三輪             | 第一輪      | -                       | -               | 第二輪        | 第二輪          |
| 2002     | 第三輪   | 亞軍   | 第二輪          | 第一輪             | 冠軍        | 第一輪                  | 第一輪          | 八強          | 八強            |
| 2003     | 第二輪   | 八強   | -               | 亞軍               | 第三輪      | 準決賽                  | 第二輪          | 八強          | 八強            |
| 2004     | 冠軍     | 第三輪 | -               | 第二輪             | 冠軍        | 冠軍                    | 第一輪          | -             | -               |
| 2005     | 冠軍     | 冠軍   | 八強            | -                  | 冠軍        | -                       | 冠軍            | -             | -               |
| 2006     | 冠軍     | 冠軍   | 亞軍            | 亞軍               | -           | 冠軍                    | 第二輪          | 冠軍          | -               |
| 2007     | 第二輪   | 第四輪 | 亞軍            | 第三輪             | 冠軍        | 亞軍                    | 冠軍            | 亞軍          | 第三輪          |
| 2008     | 準決賽   | 八強   | 亞軍            | 八強               | 亞軍        | 第二輪                  | 第三輪          | 準決賽        | 八強            |

## 團體賽事（瑞士隊代表）

### 冠軍（4）
| 年份 | 賽事 | 搭擋                                    | 決賽對手                                                         | 勝方比分 |
| ---- | ---- | --------------------------------------- | ---------------------------------------------------------------- | -------- |
| 2001 |      | 玛蒂娜·辛吉斯                           | 莫妮卡·莎莉絲 简-迈克尔·甘比尔                                   | 2–1      |
| 2014 |      | 斯坦·瓦林卡 马尔科·丘迪内利 麥可·拉梅爾 | 若-威尔弗里德·特松加 加埃爾·蒙菲爾斯 儒利安·貝內托 里夏爾·加斯凱 | 3–1      |
| 2018 |      | 貝琳達·本契奇                           | 亞歷山大·茲維列夫 安潔莉克·克伯                                  | 2–1      |
| 2019 |      | 貝琳達·本契奇                           | 亞歷山大·茲維列夫 安潔莉克·克伯                                  | 2–1      |

## 延伸閱讀
- Bowers, Chris. . John Blake. 2007. ISBN 1-84454-407-9 （英语）.
- Stauffer, Rene. . New York, N.Y: New Chapter Press. 2007. ISBN 0-942257-39-1 （英语）.

### 影像資料
- Wimbledon Classic Match: Federer vs Sampras Standing Room Only, DVD Release Date: 31 October 2006, Run Time: 233 minutes, ASIN: B000ICLR98（英文）.
- Wimbledon 2007 Final: Federer vs. Nadal (2007) Kultur White Star, DVD Release Date: 30 October 2007, Run Time: 180 minutes, ASIN: B000V02CU0（英文）.
- Wimbledon — The 2008 Finals: Nadal vs. Federer Standing Room Only, DVD Release Date: 19 August 2008, Run Time: 300 minutes, ASIN: B001CWYUBU（英文）.

## 外部連結
- 官方网站（英文）
- 費德勒的个人资料（英文）
- 費德勒的基金會 （页面存档备份，存于）（英文）
- 罗杰·费德勒的Facebook專頁（页面存档备份，存于）
- 罗杰·费德勒的Instagram帳戶
- Roger Federer的X（前Twitter）

### 簡介
- 費德勒的ATP（國際職業網球聯合會）官方網址 （页面存档备份，存于）（简体中文）
- 罗杰·费德勒（英文/西班牙文）的官方資料
- 罗杰·费德勒的國際網球總會 職業／青少年 官方資料（英文）
- 罗杰·费德勒的官方資料（英文）
- Roger Federer - Players - Australian Open Tennis Championships 2015 - Official Site by IBM，澳大利亞網球公開賽資料
- Roland Garros 2014 - The French Open - Official Site presented by IBM - Roger Federer （页面存档备份，存于），法國網球公開賽資料
- The Championships, Wimbledon 2014 - Official Site by IBM - Player Profiles （页面存档备份，存于），溫布爾登網球錦標賽資料
- Roger Federer Profile | Players | 2014 US Open Official Site - A USTA Event - Official Site by IBM （页面存档备份，存于），美國網球公開賽資料
- 費德勒摘要和圖片 （英文）
- 網球天地費德勒個人資料 （页面存档备份，存于） （英文）
- 罗杰·费德勒在互联网电影资料库（IMDb）上的資料（英文）